# Biserica de lemn Sf. Arhangheli din Runcu Salvei

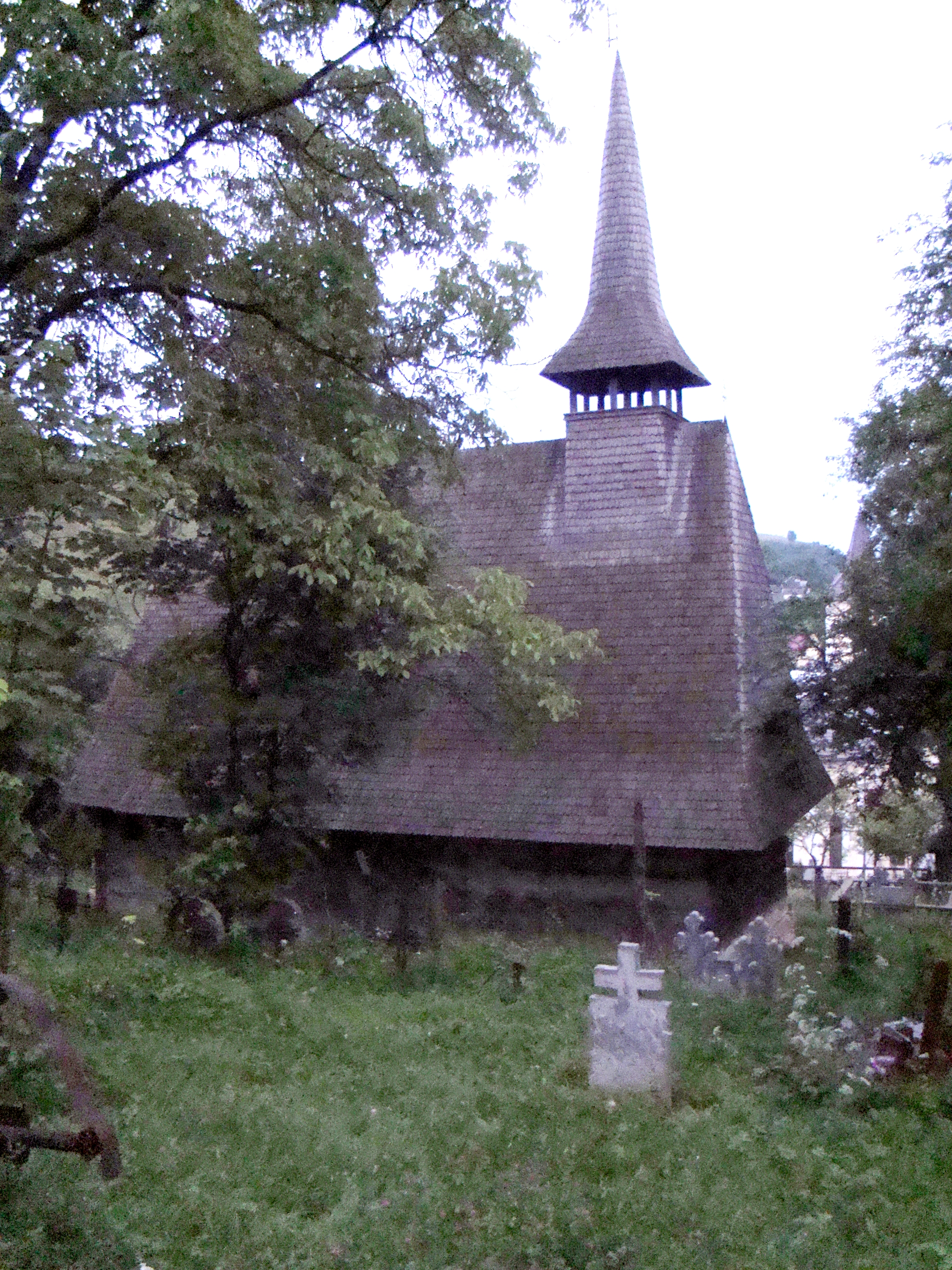
Vechea biserică de lemn greco-catolică din Runcu Salvei, comuna Runcu Salvei, județul Bistrița-Năsăud, foto:iulie 2009.

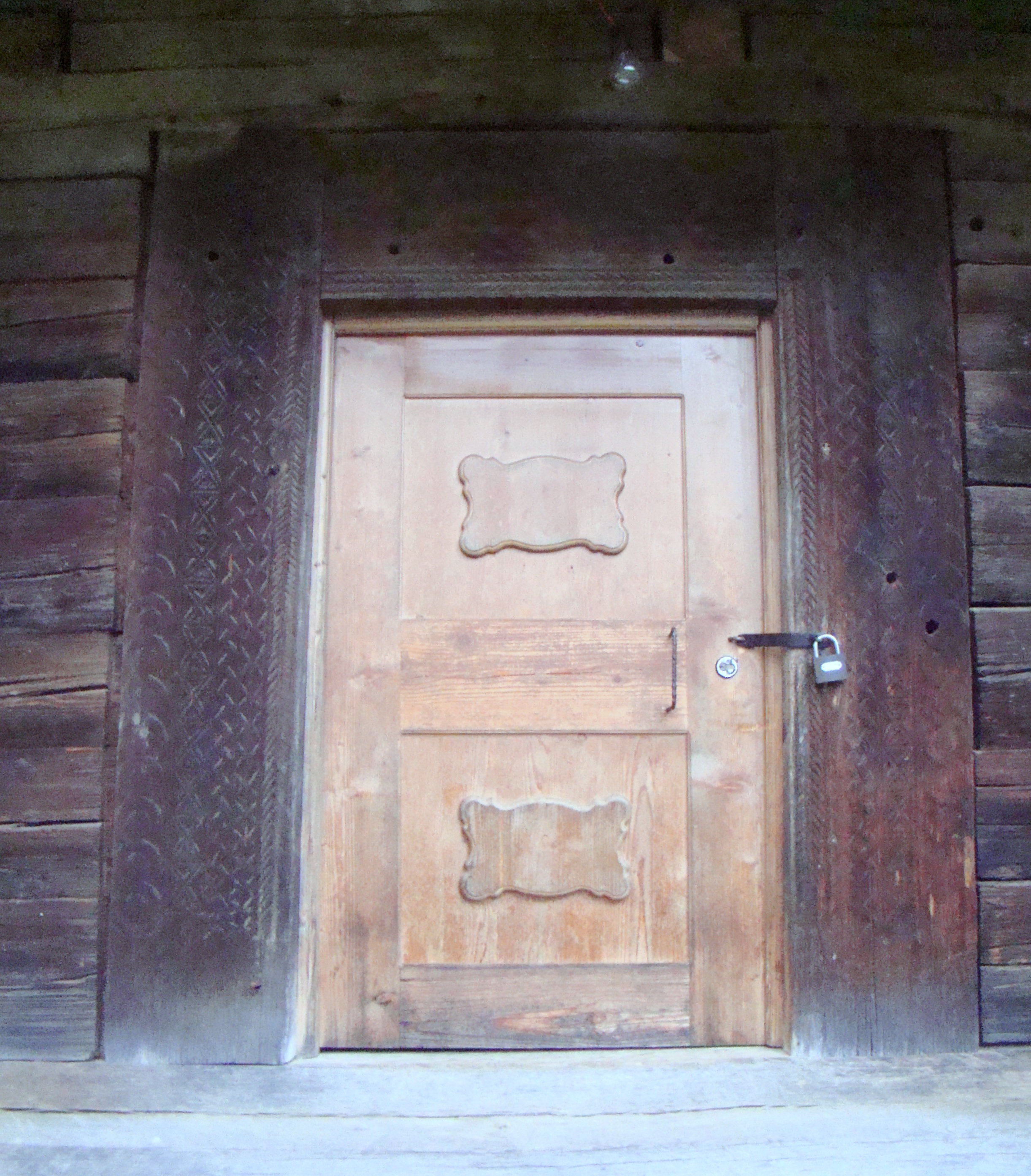

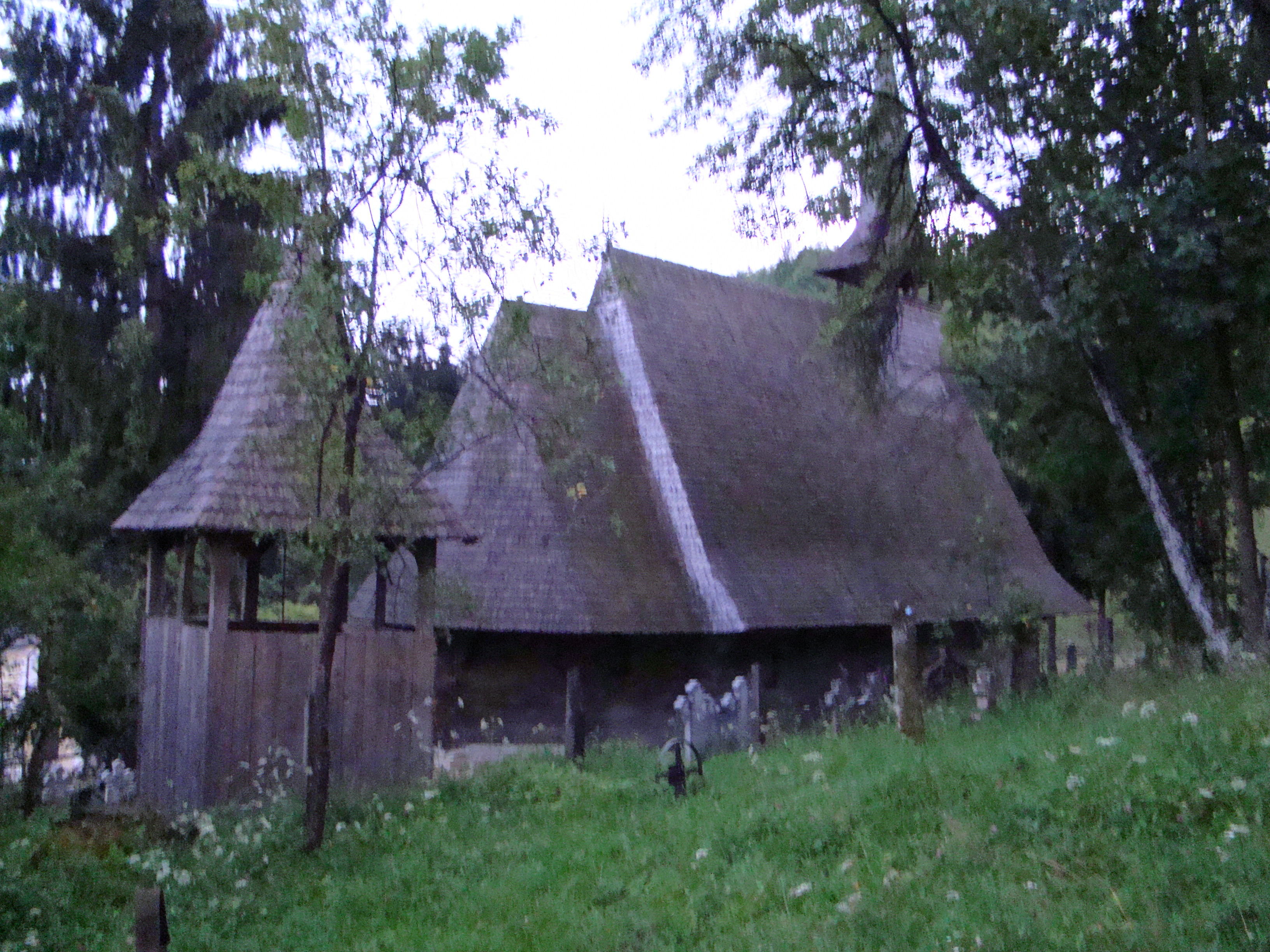

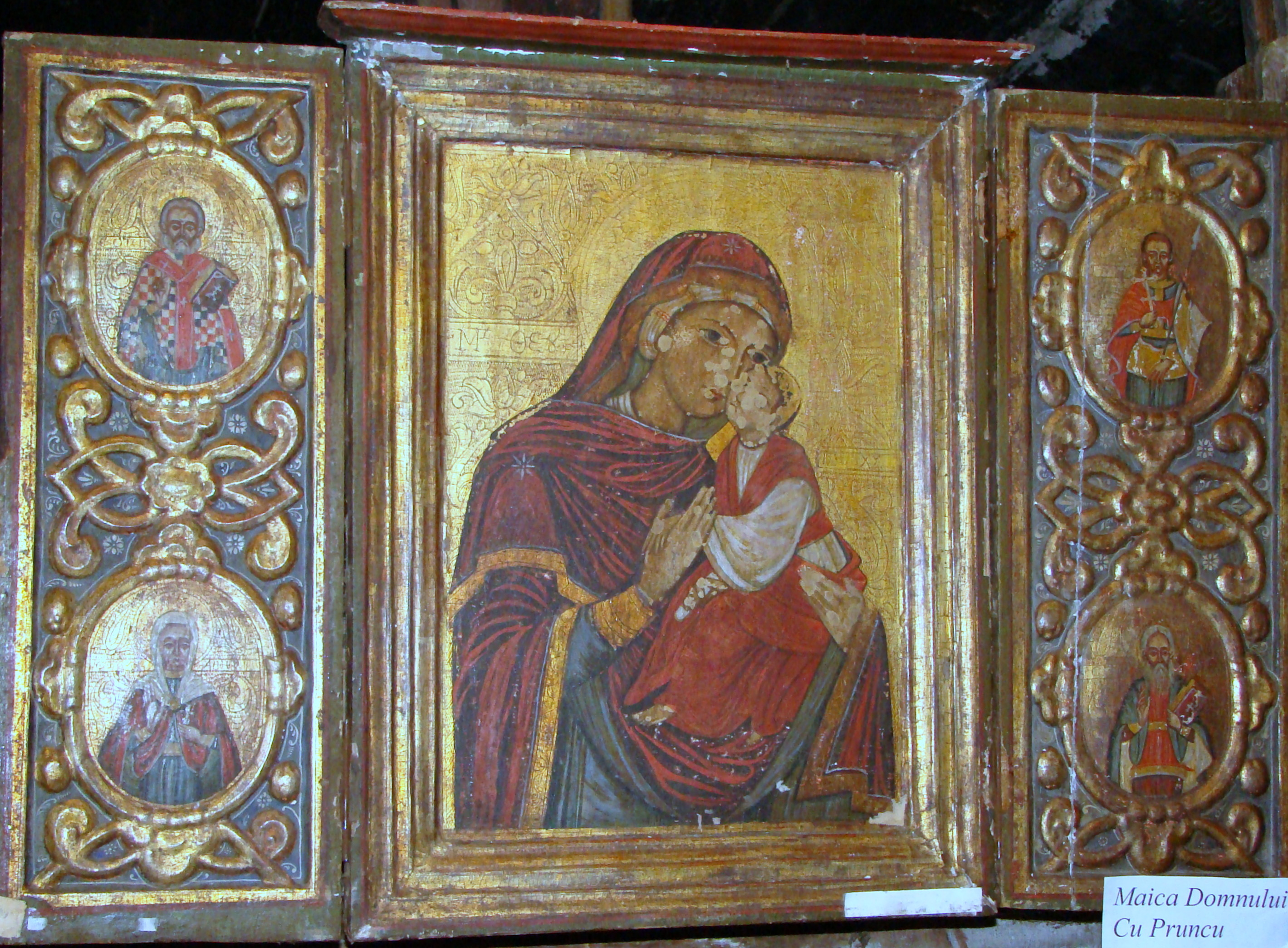

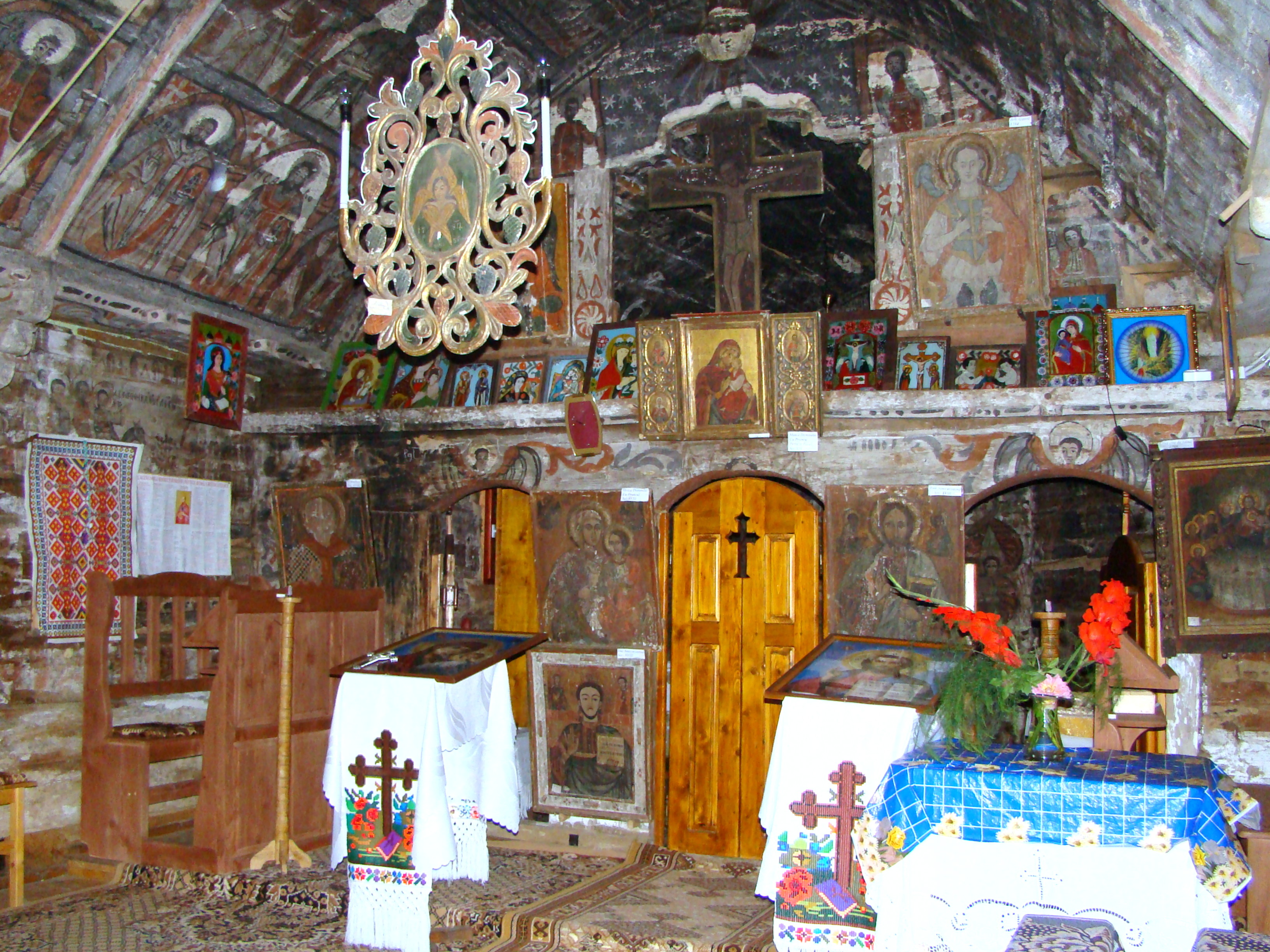

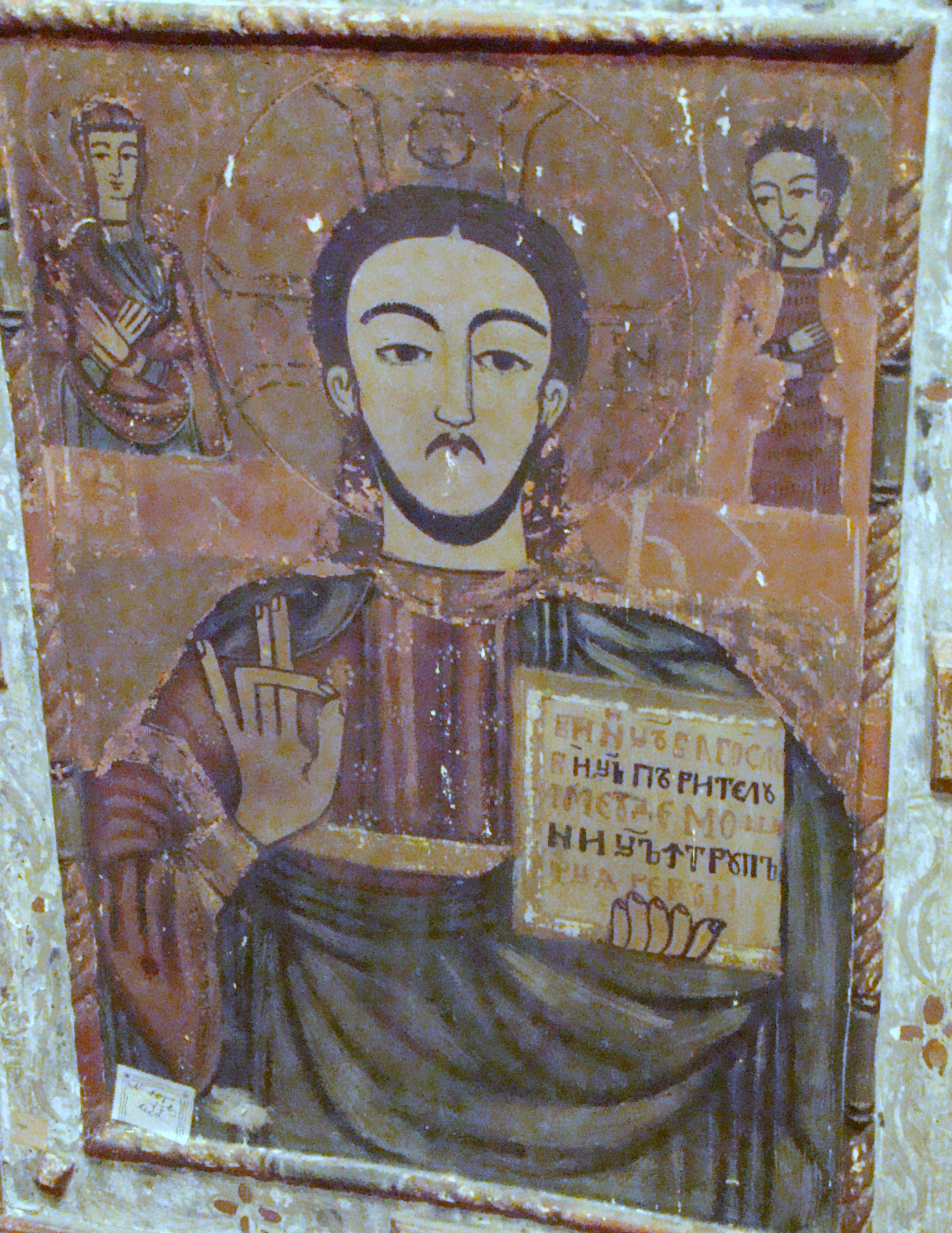

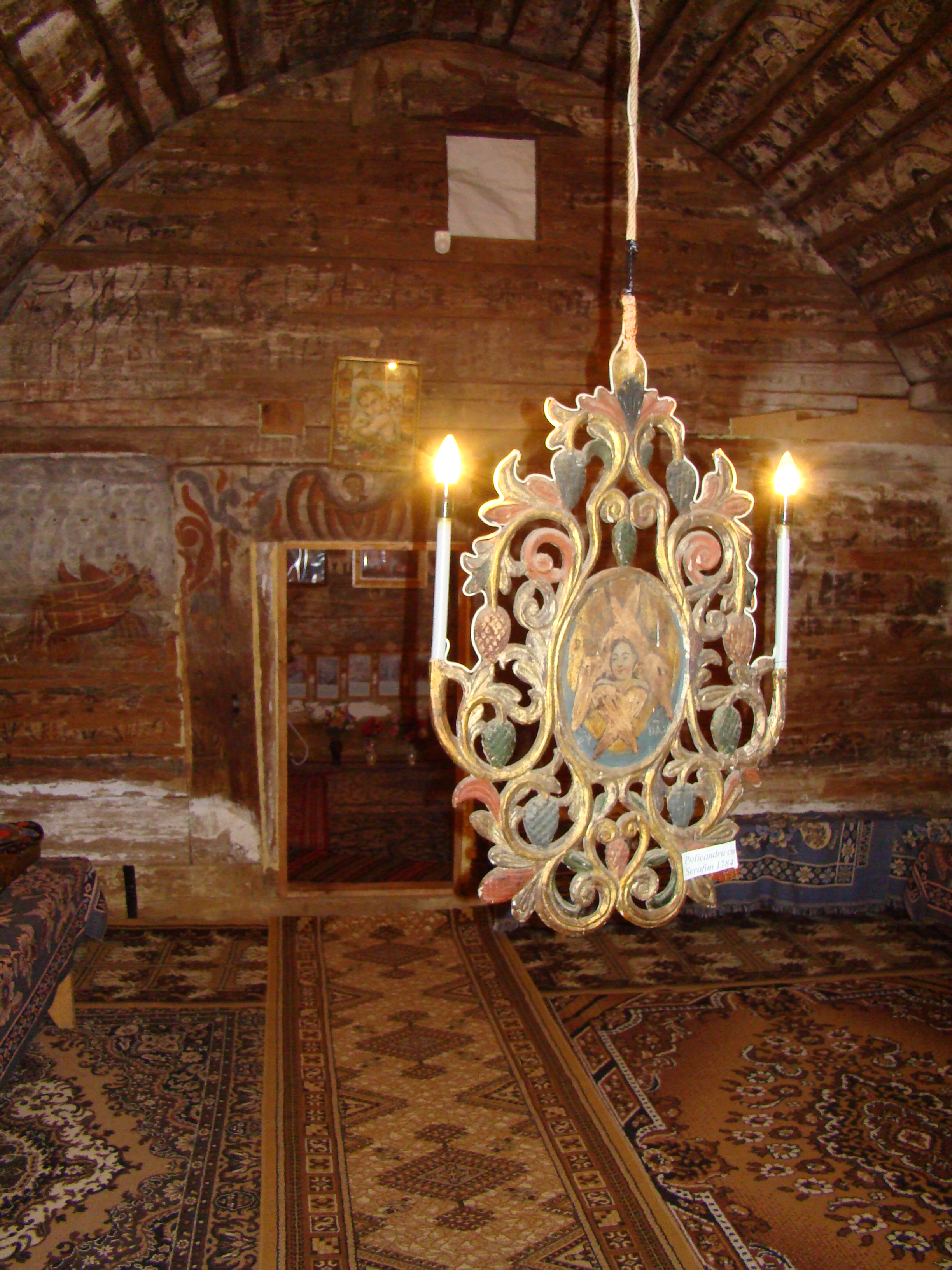

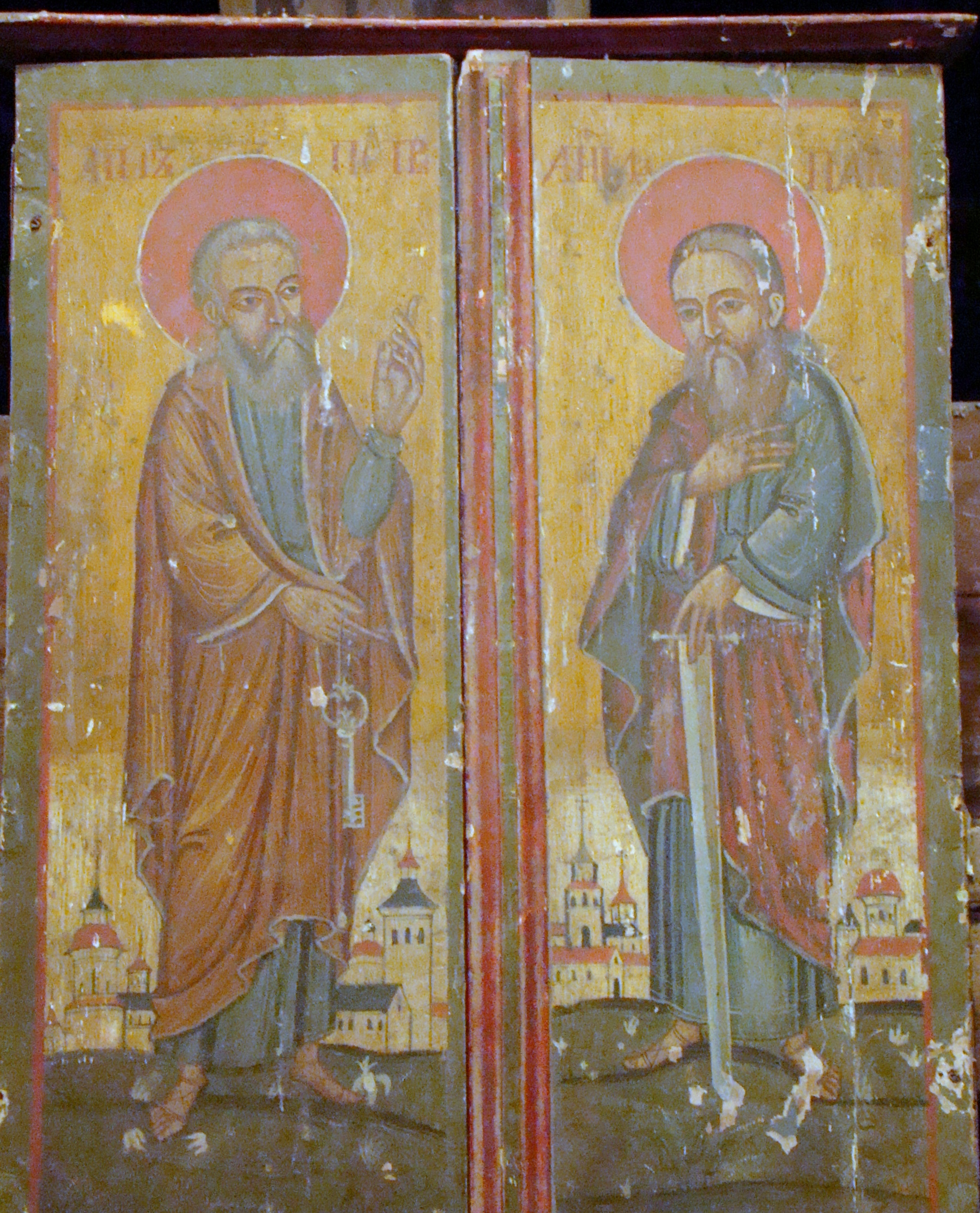

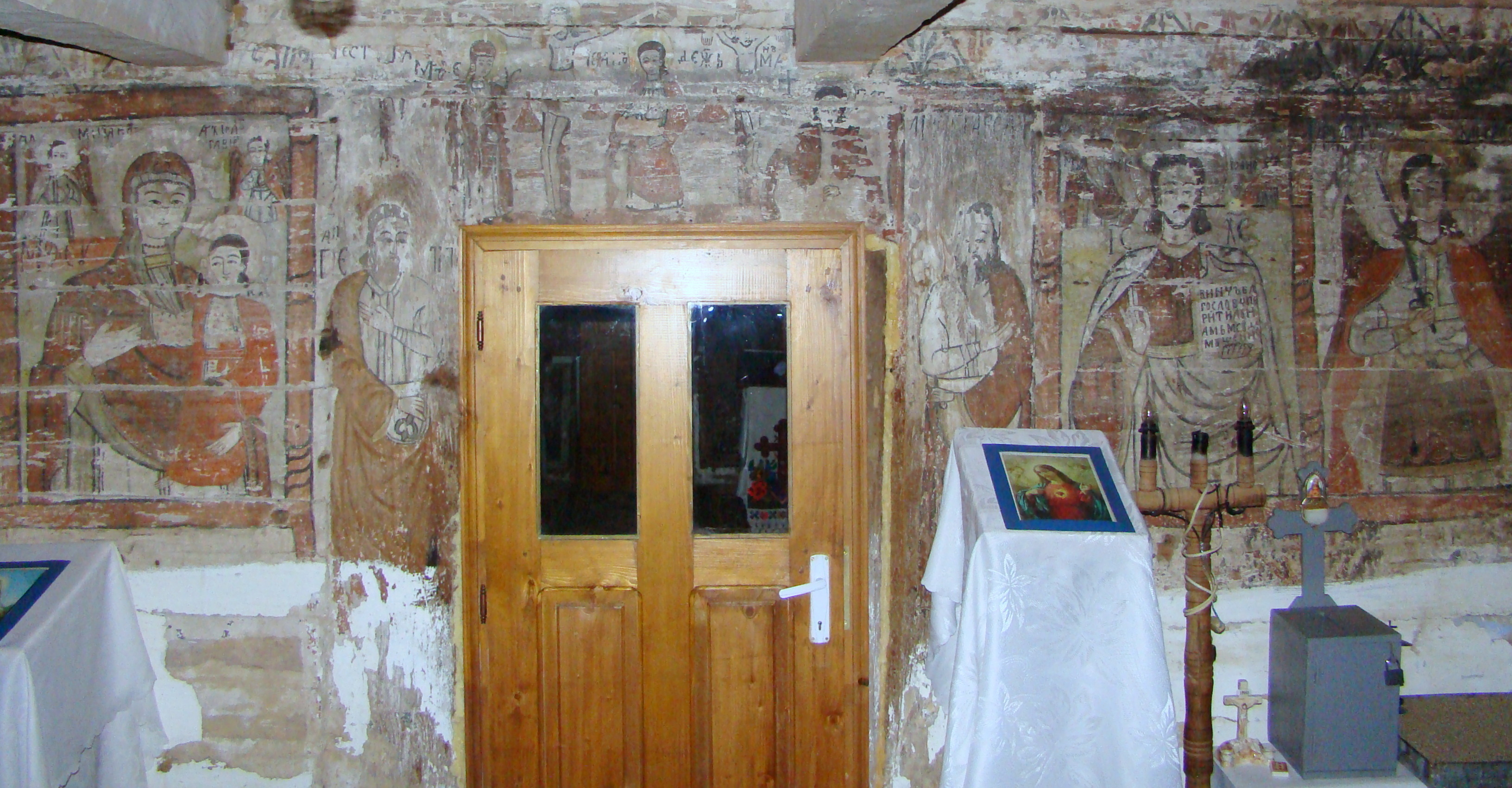

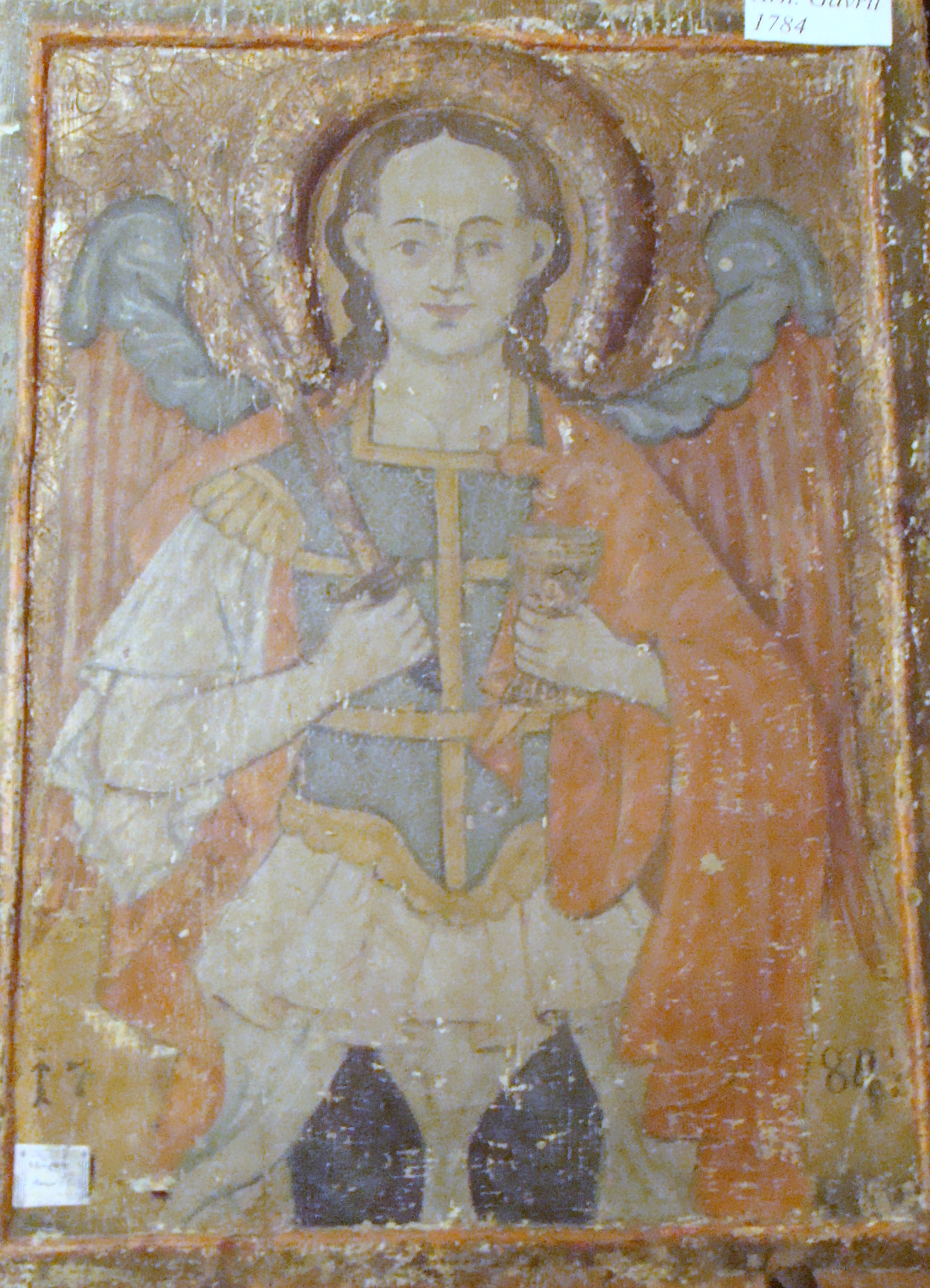

Biserica de lemn din Runcu Salvei, comuna Runcu Salvei, județul Bistrița-Năsăud datează din anul 1757. Lăcașul are hramul „Sfinții Arhangheli Mihail și Gavriil” (8 noiembrie) și figurează pe lista monumentelor istorice, cod LMI BN-II-m-A-01691.

## Istoric și trăsături
Data construirii bisericii este anul 1757; la 1784 documentele scriu despre repictarea pereților interiori. Structura arhitectonică rămâne înscrisă în seria bisericilor de lemn de pe Valea Someșului Mare, realizate și îmbinate exclusiv prin tehnici tradiționale. Vechea biserică de lemn are un clopot vechi, turnat la 1596, care poartă inscripția latinească „Spes mea est Cristus” („Speranța mea este Isus Christos”). Tot aici se găsesc cărți de cult începând cu secolul XVII, o colecție de zece icoane pictate pe lemn sau sticlă, între care și icoana împărătească a hramului „Sfântul Arhanghel Mihail”, semnate la 1784 de Pop Vasile, zugrav.

## Imagini din interior

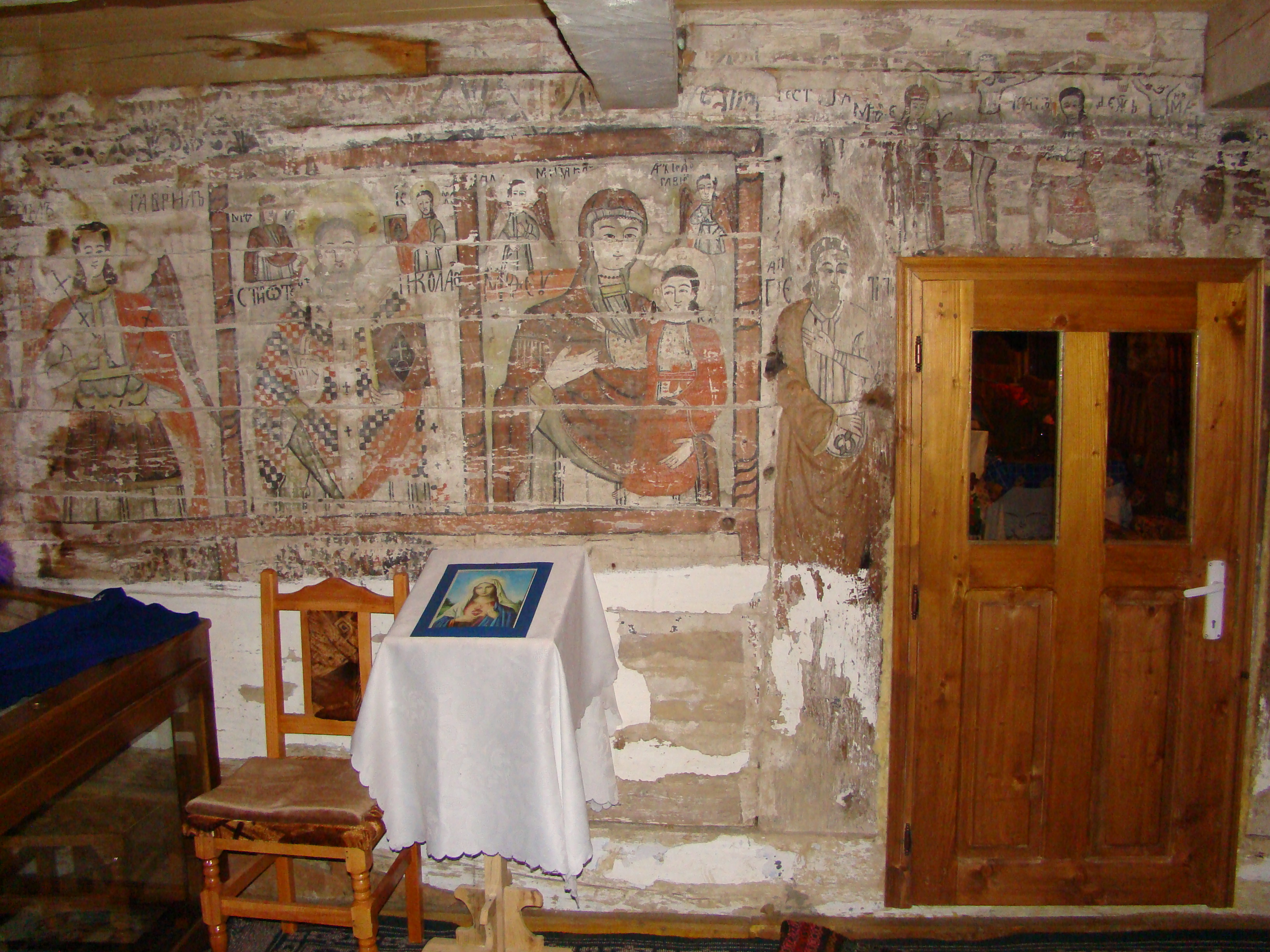
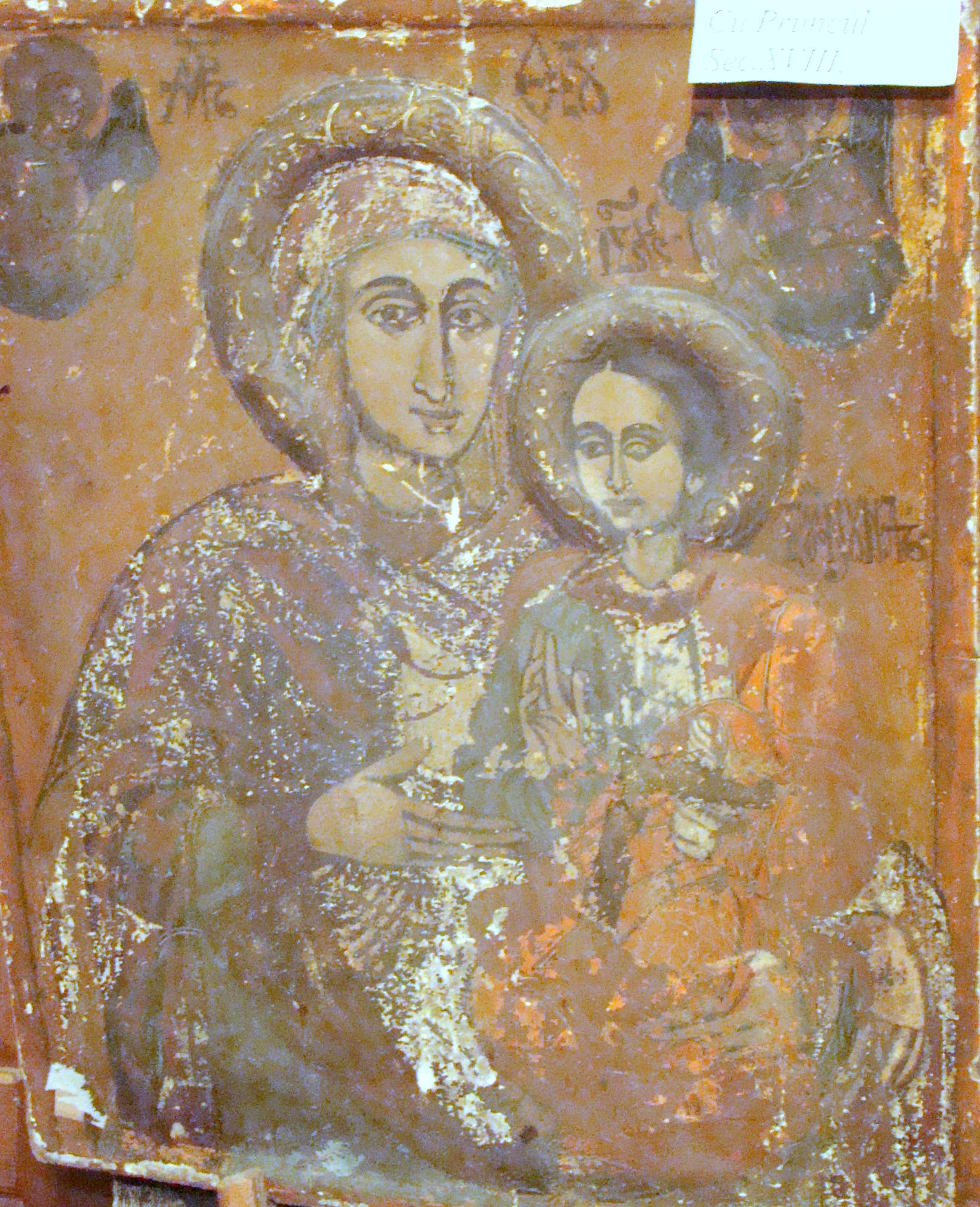
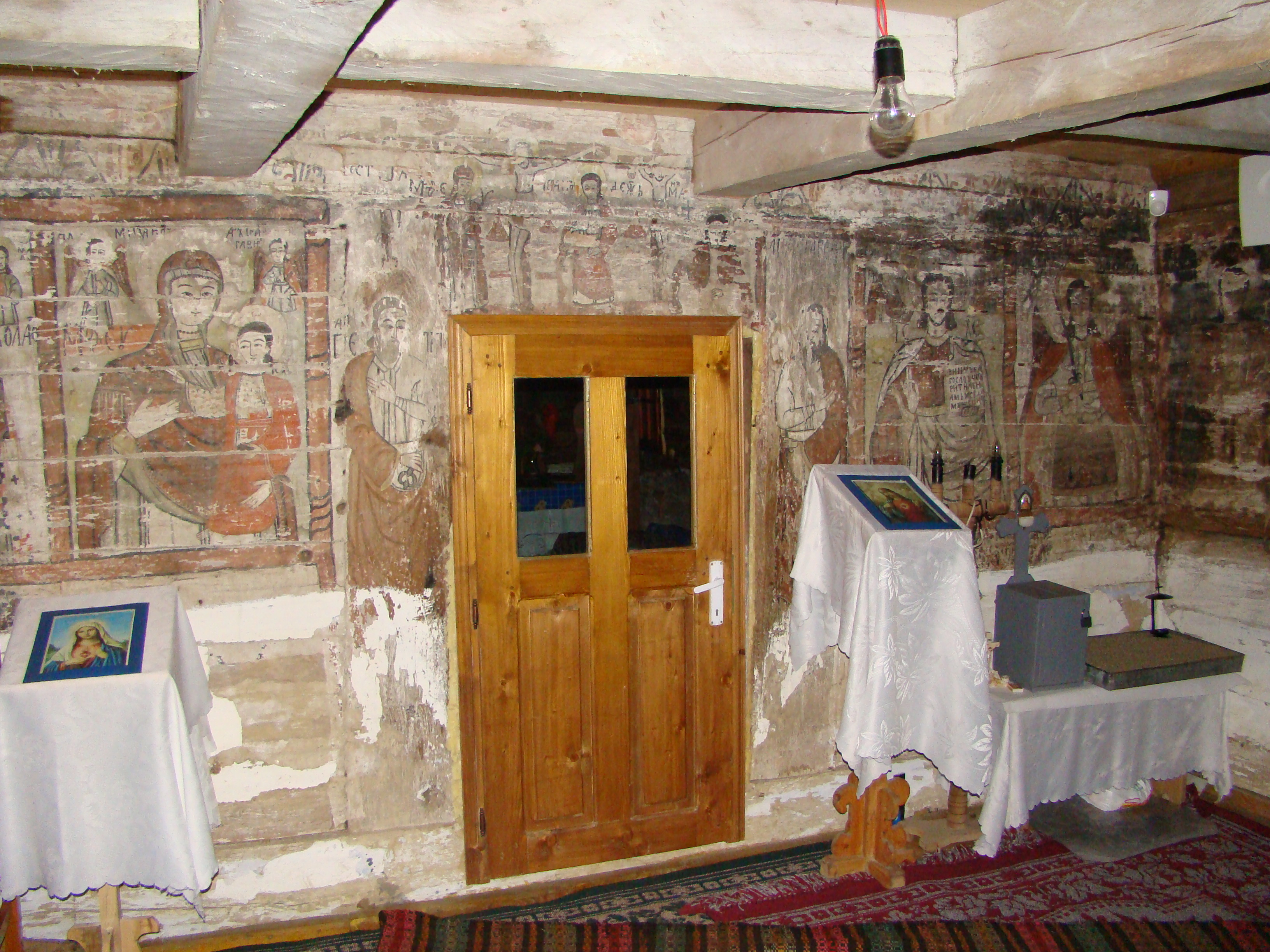
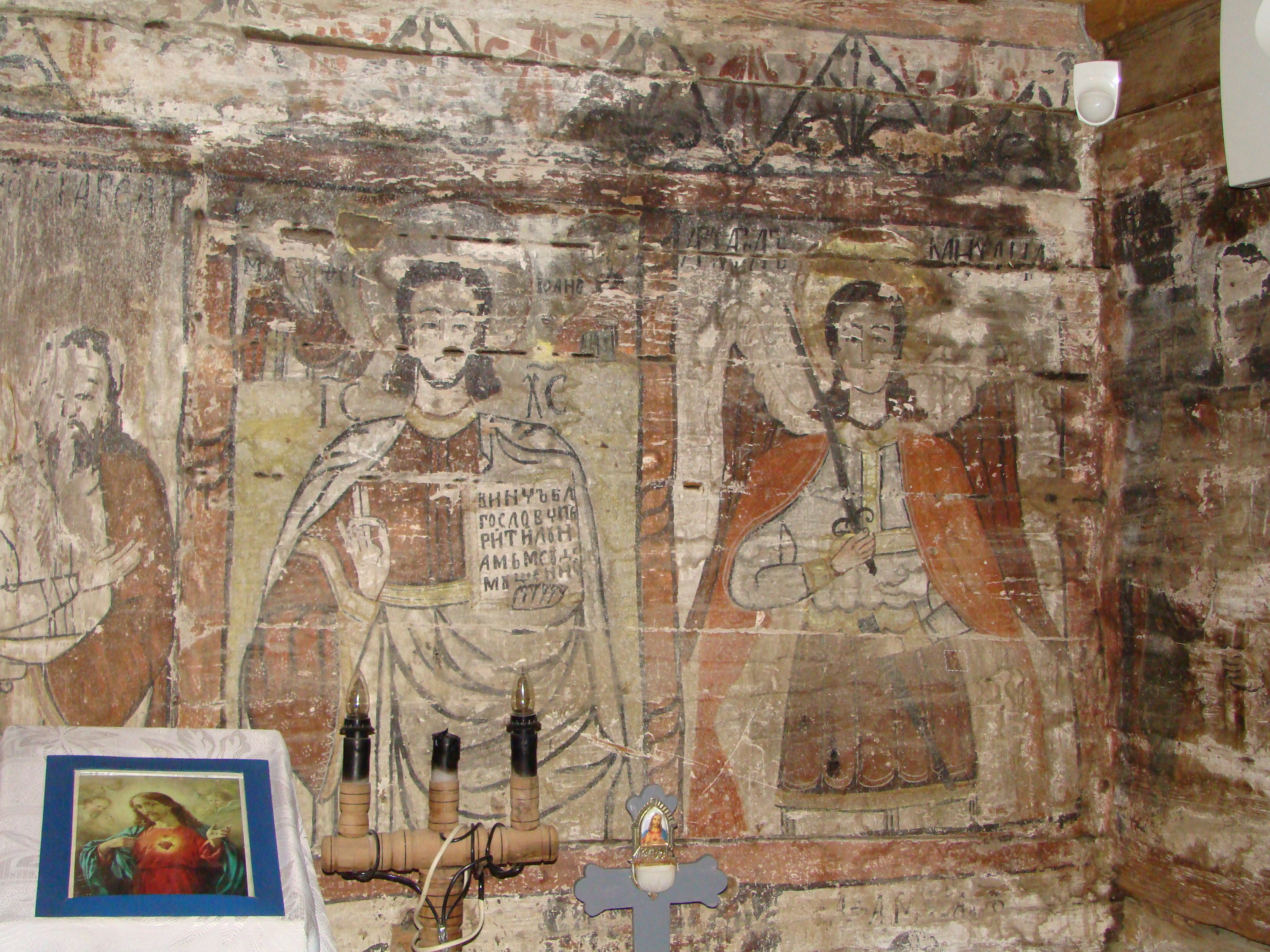
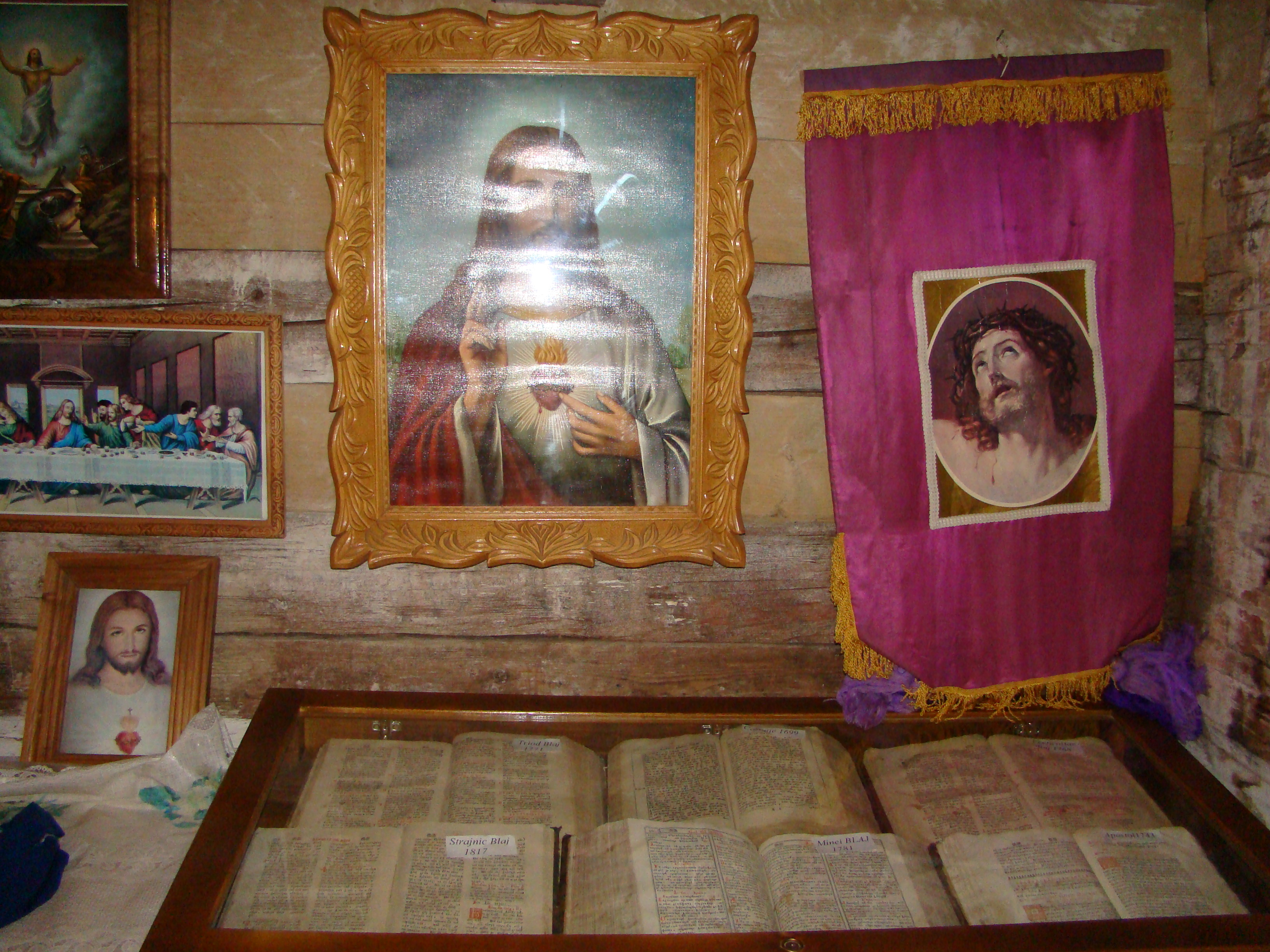
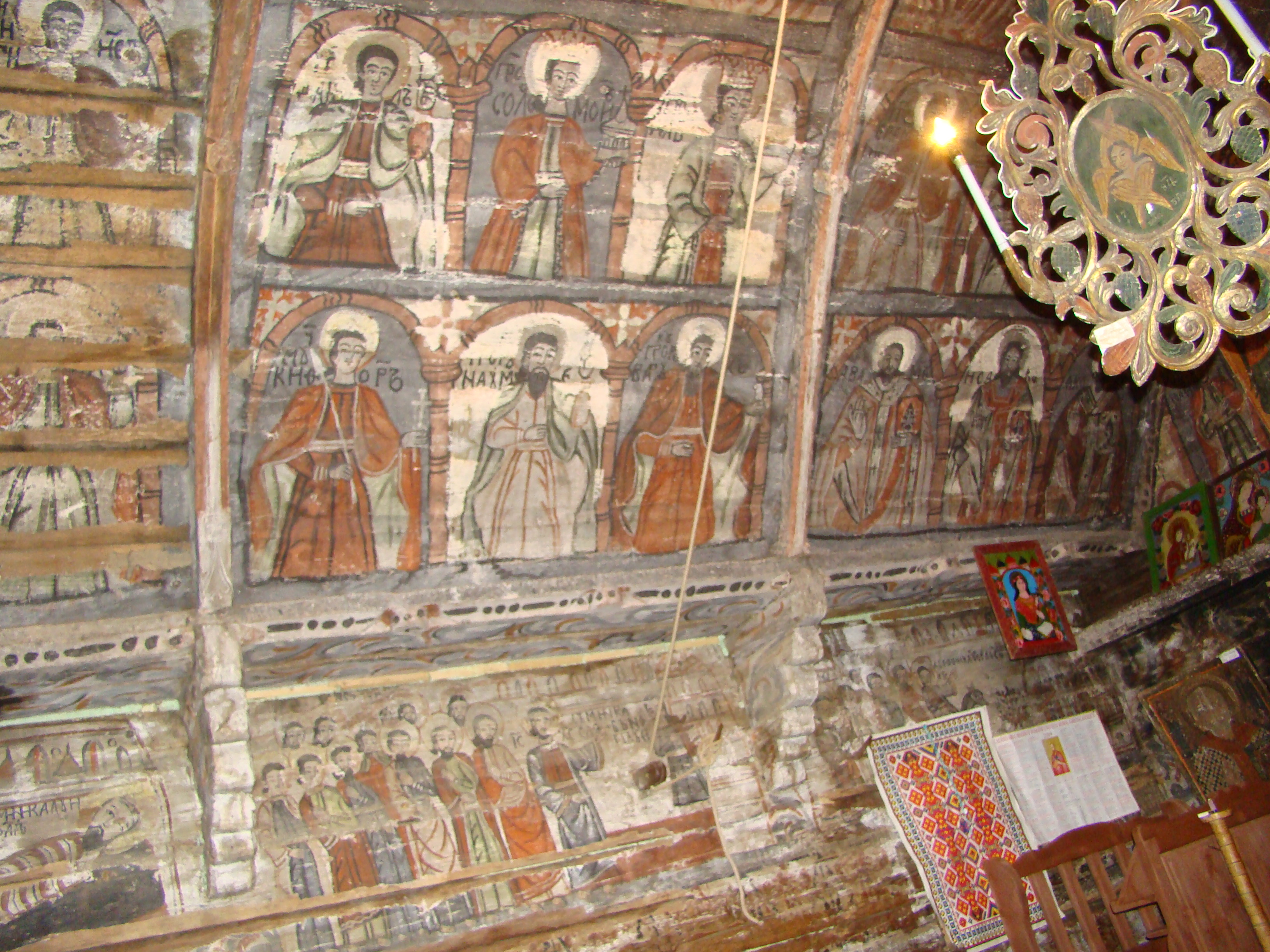
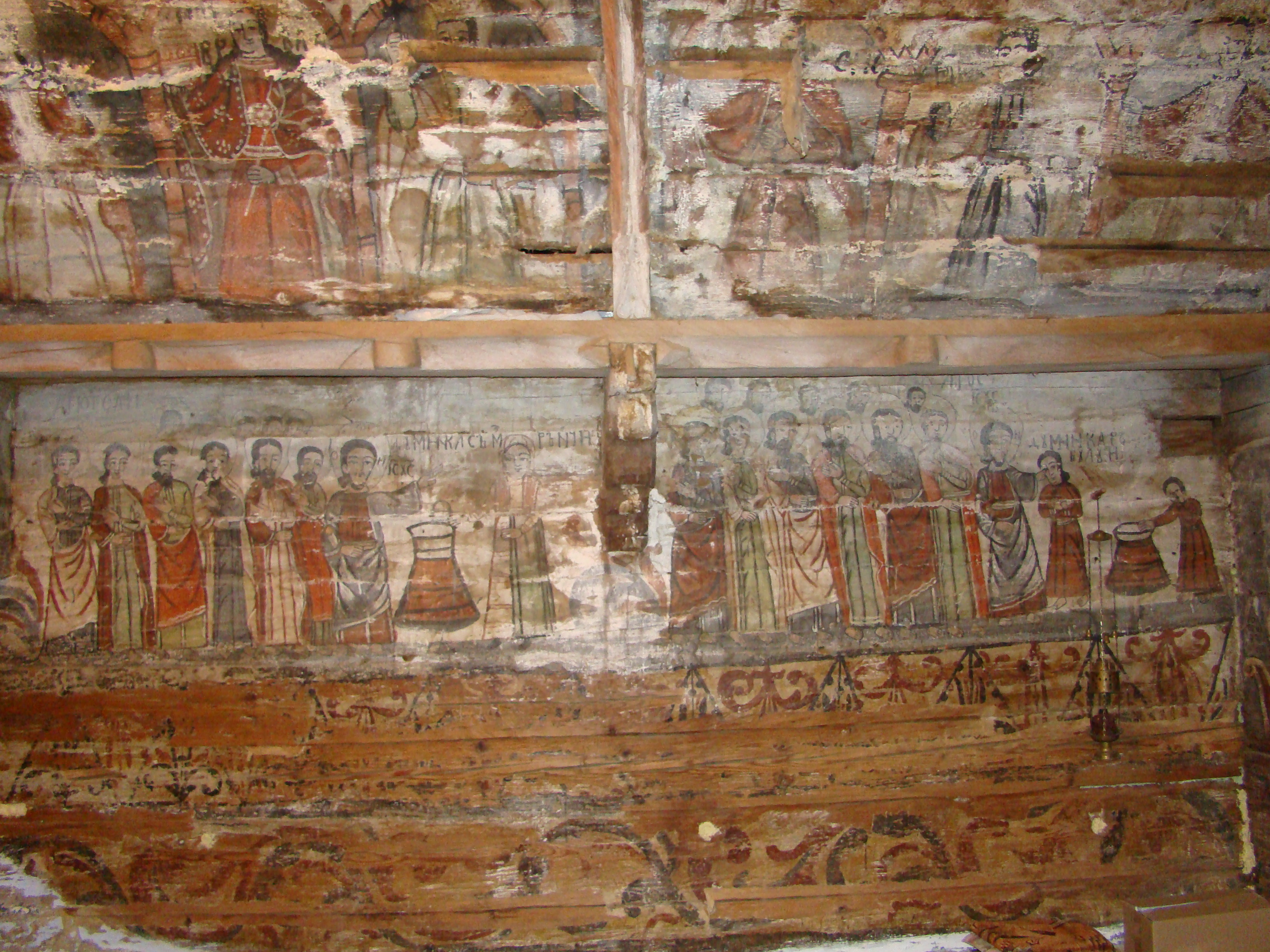
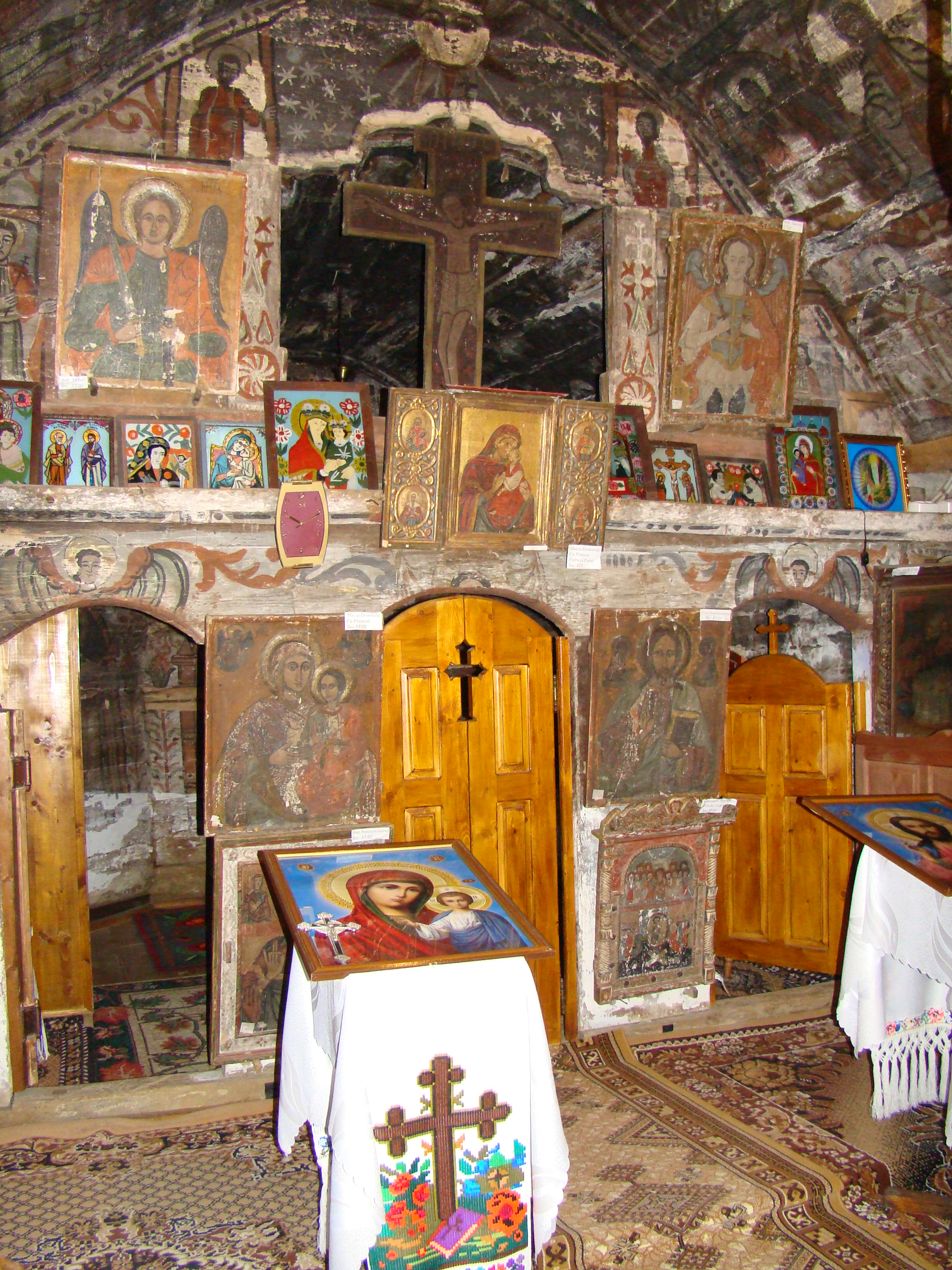
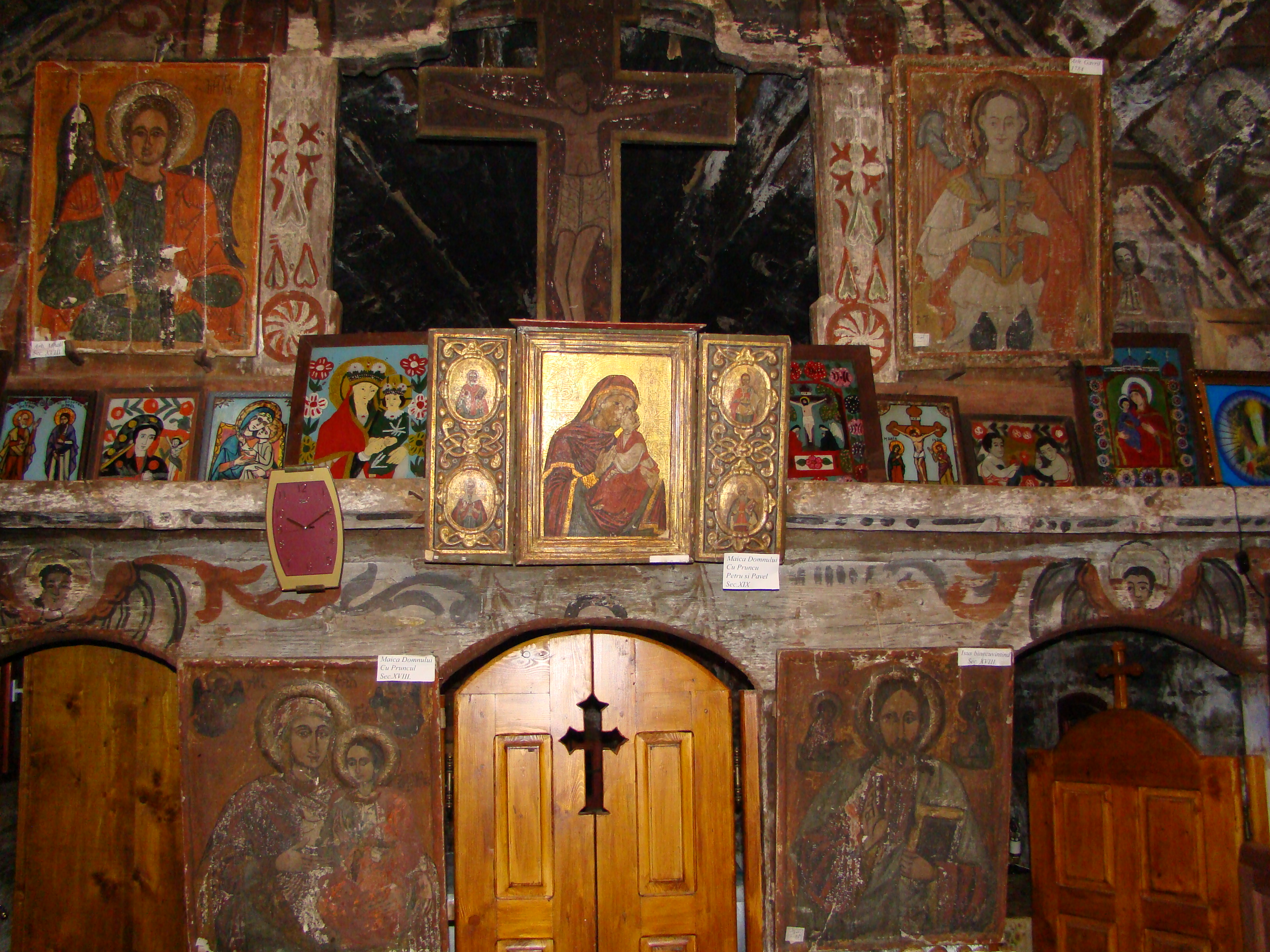
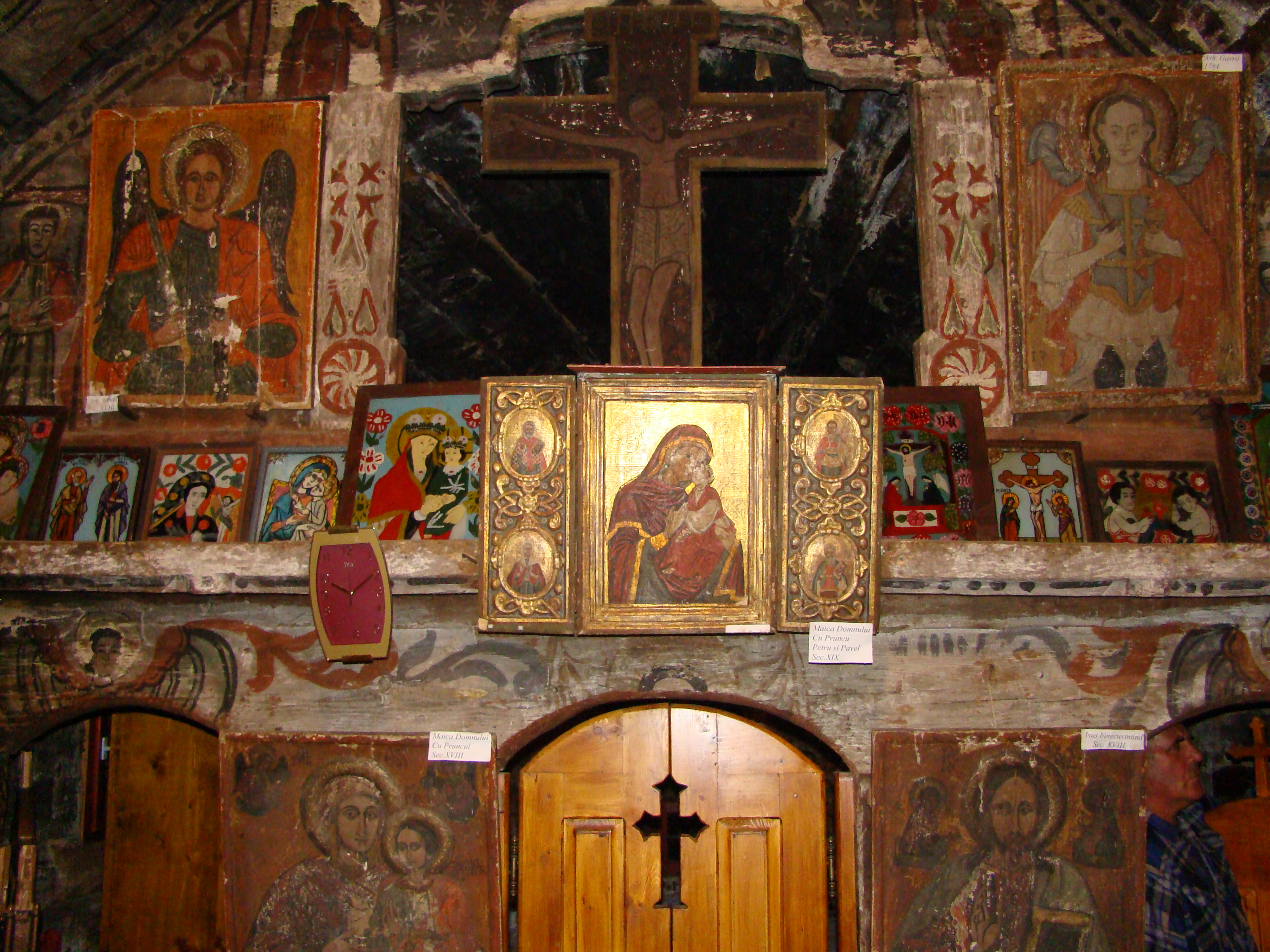
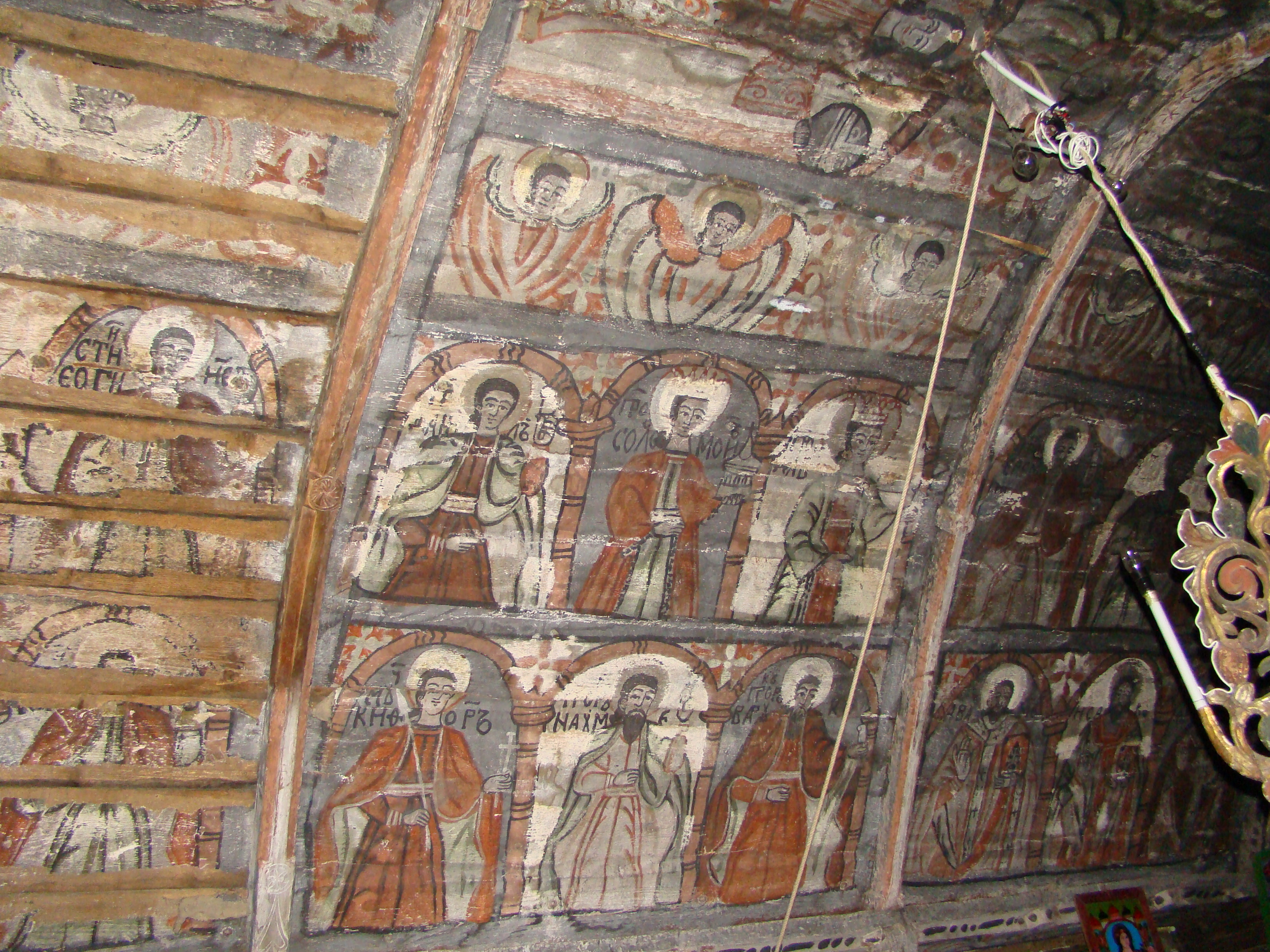
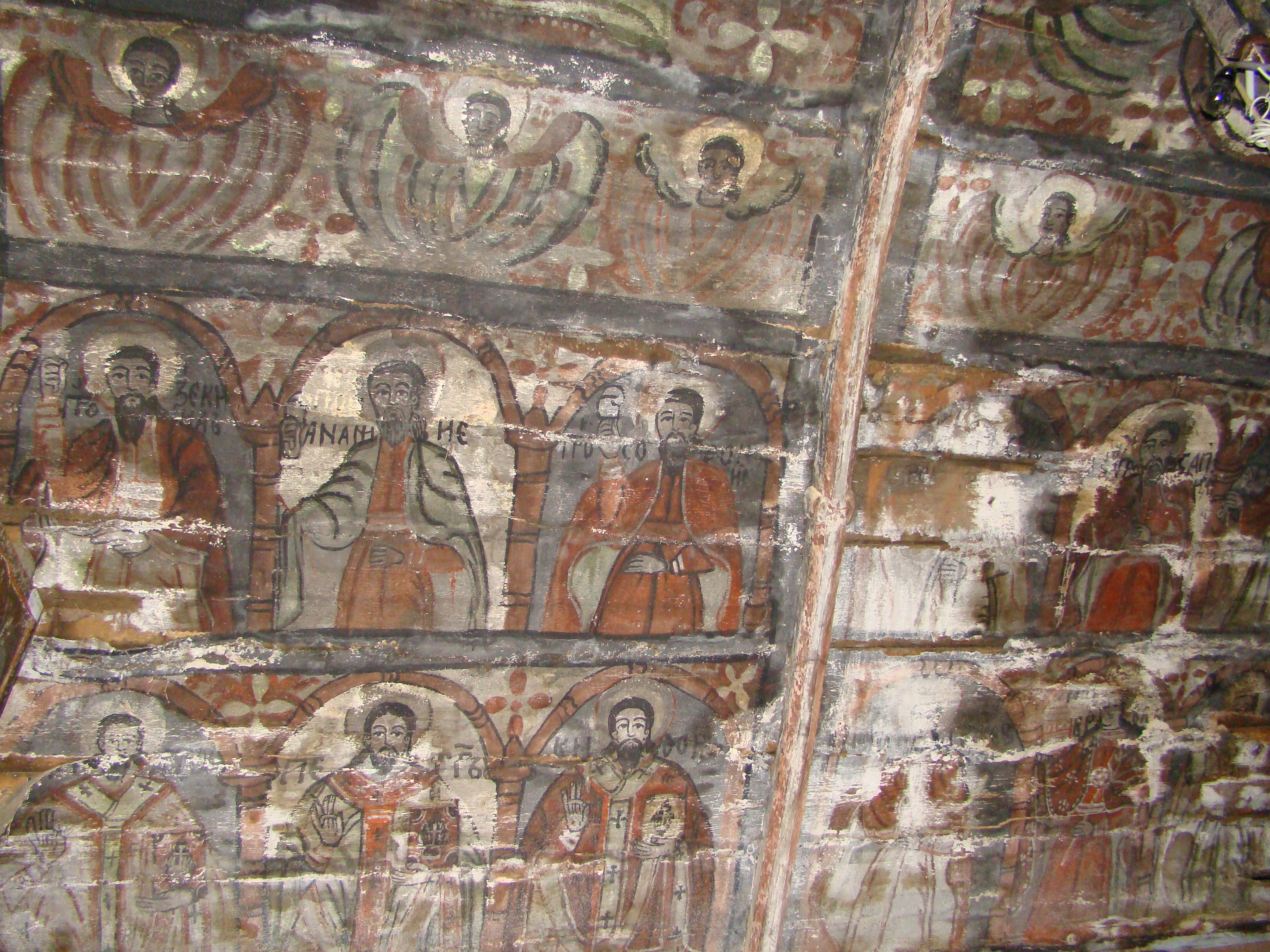
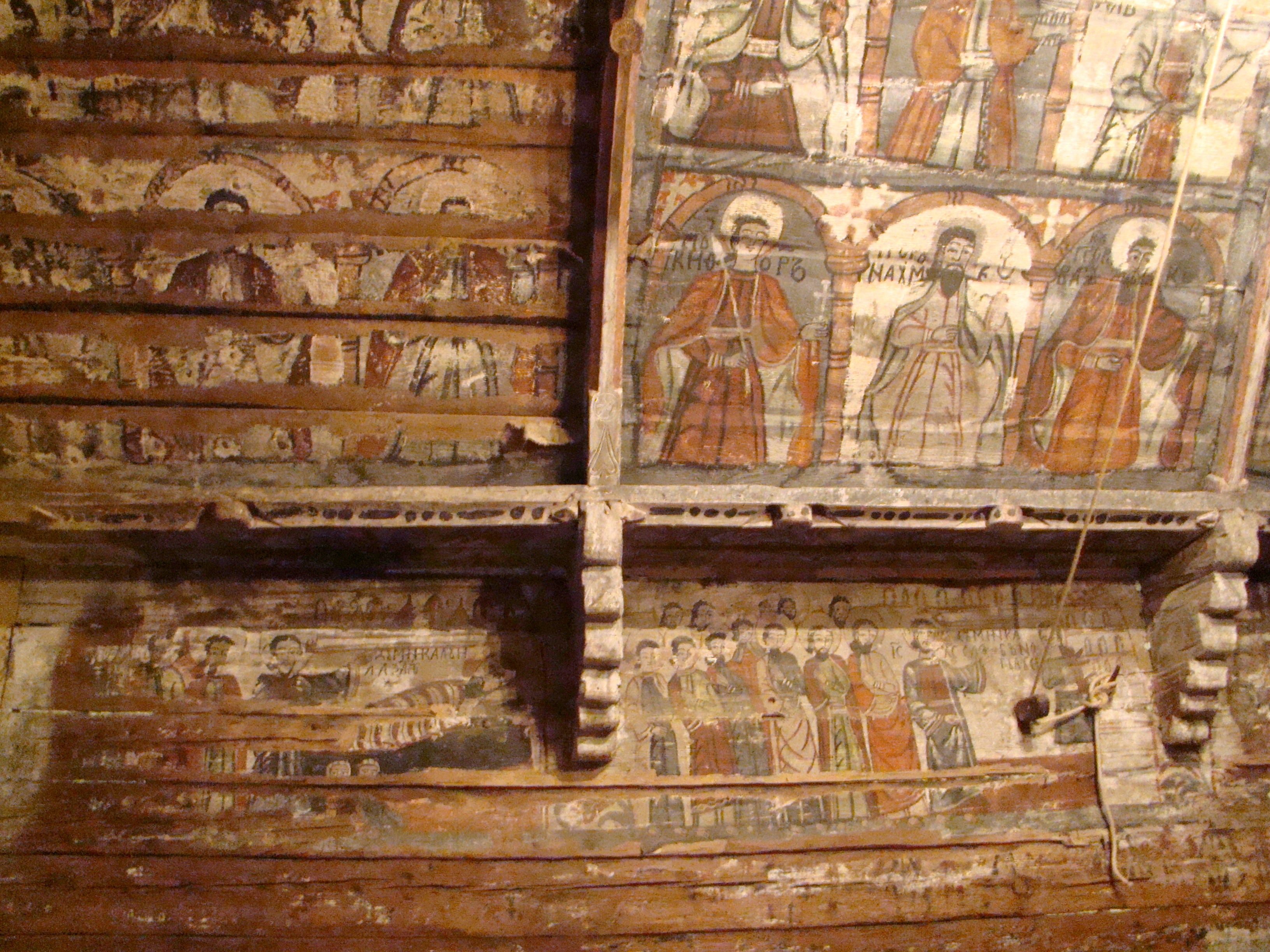
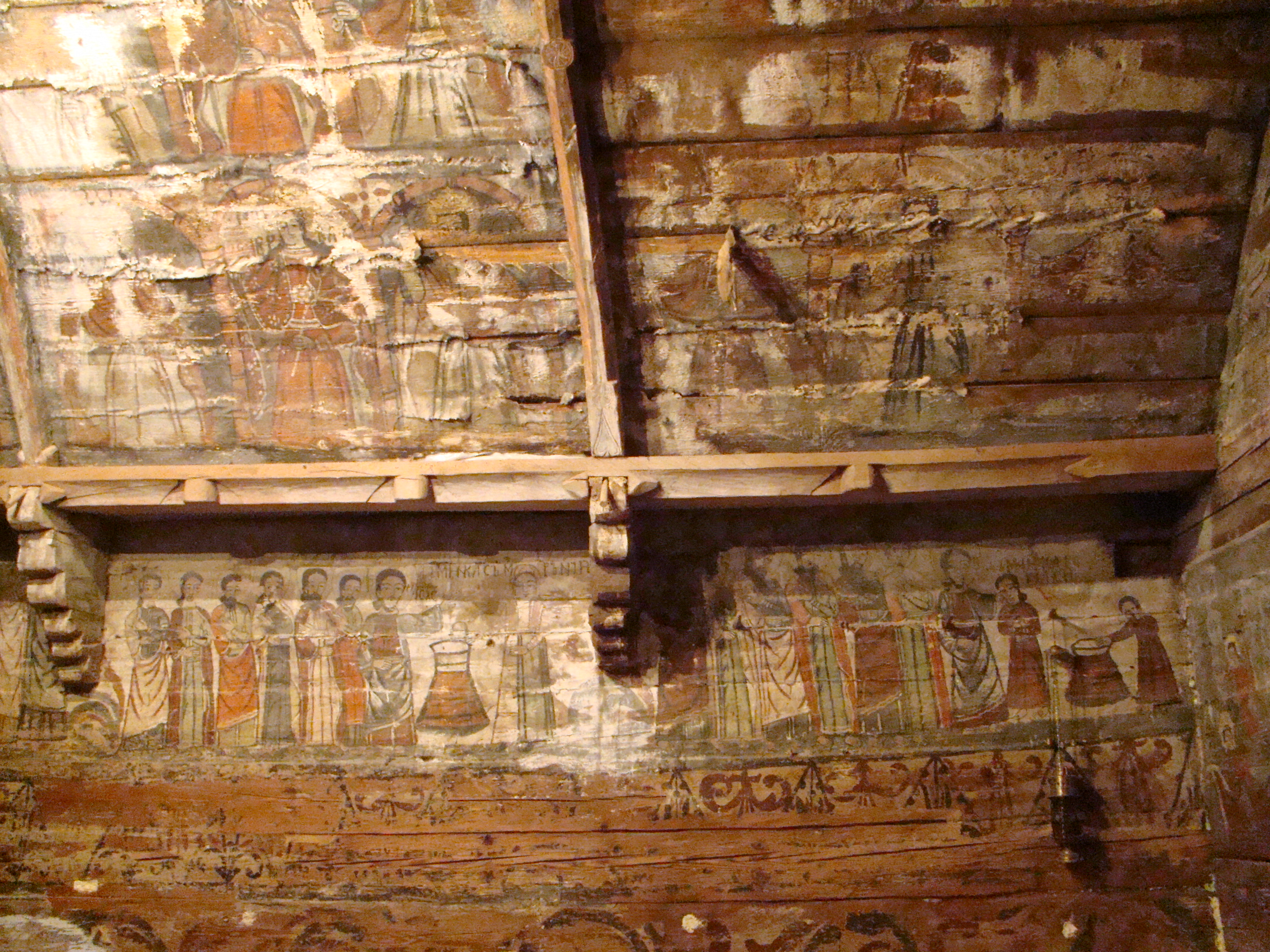
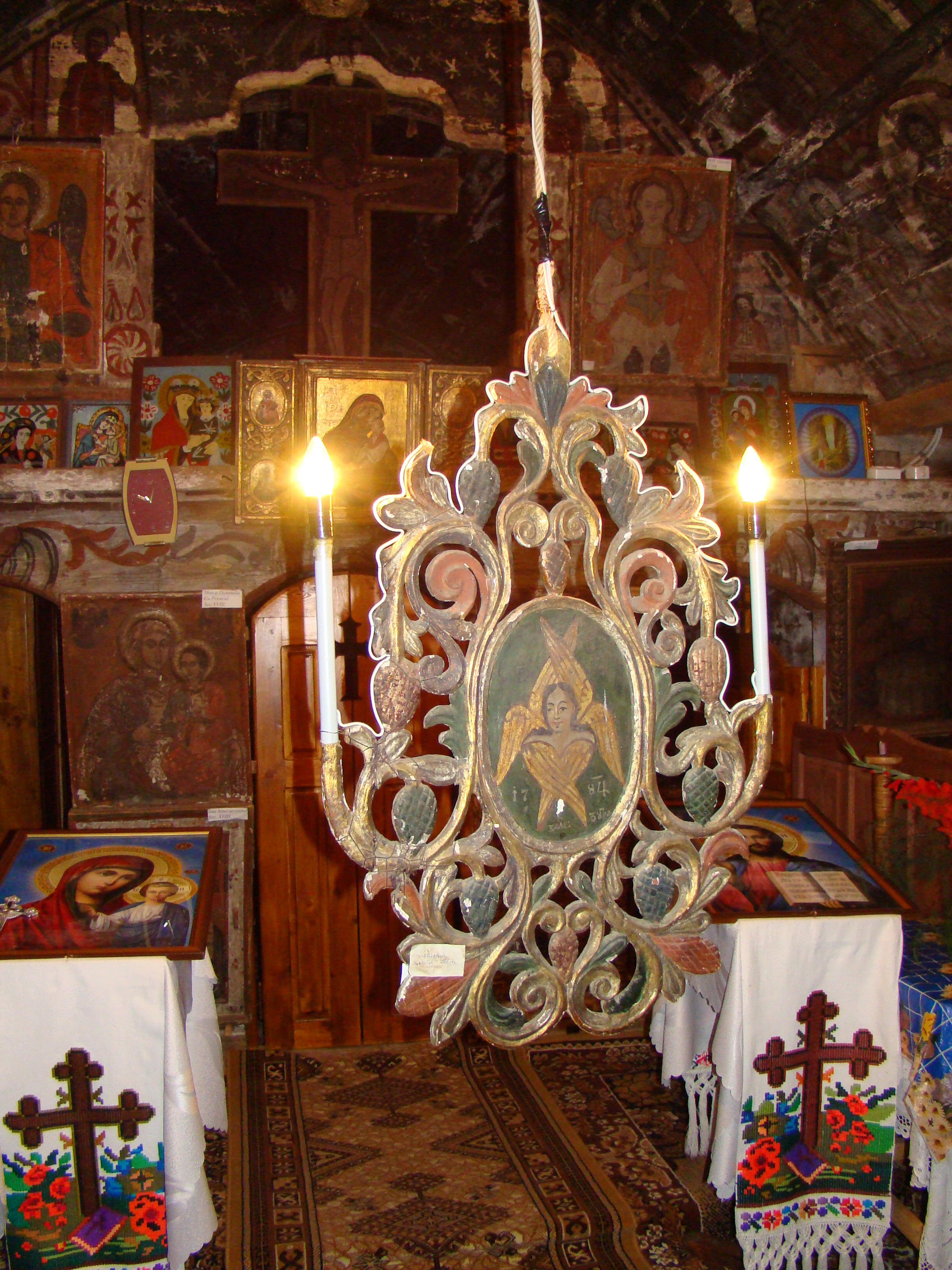
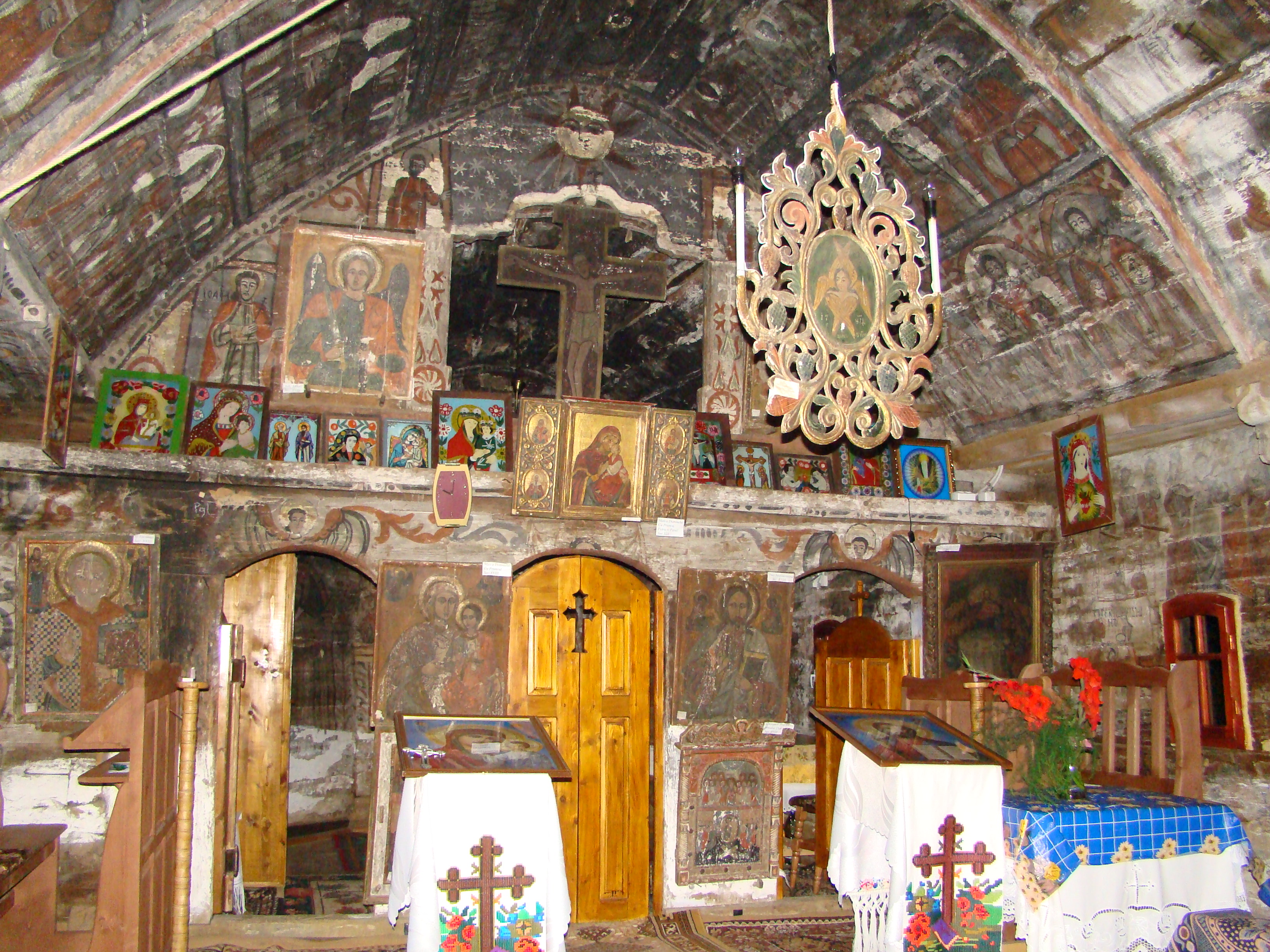
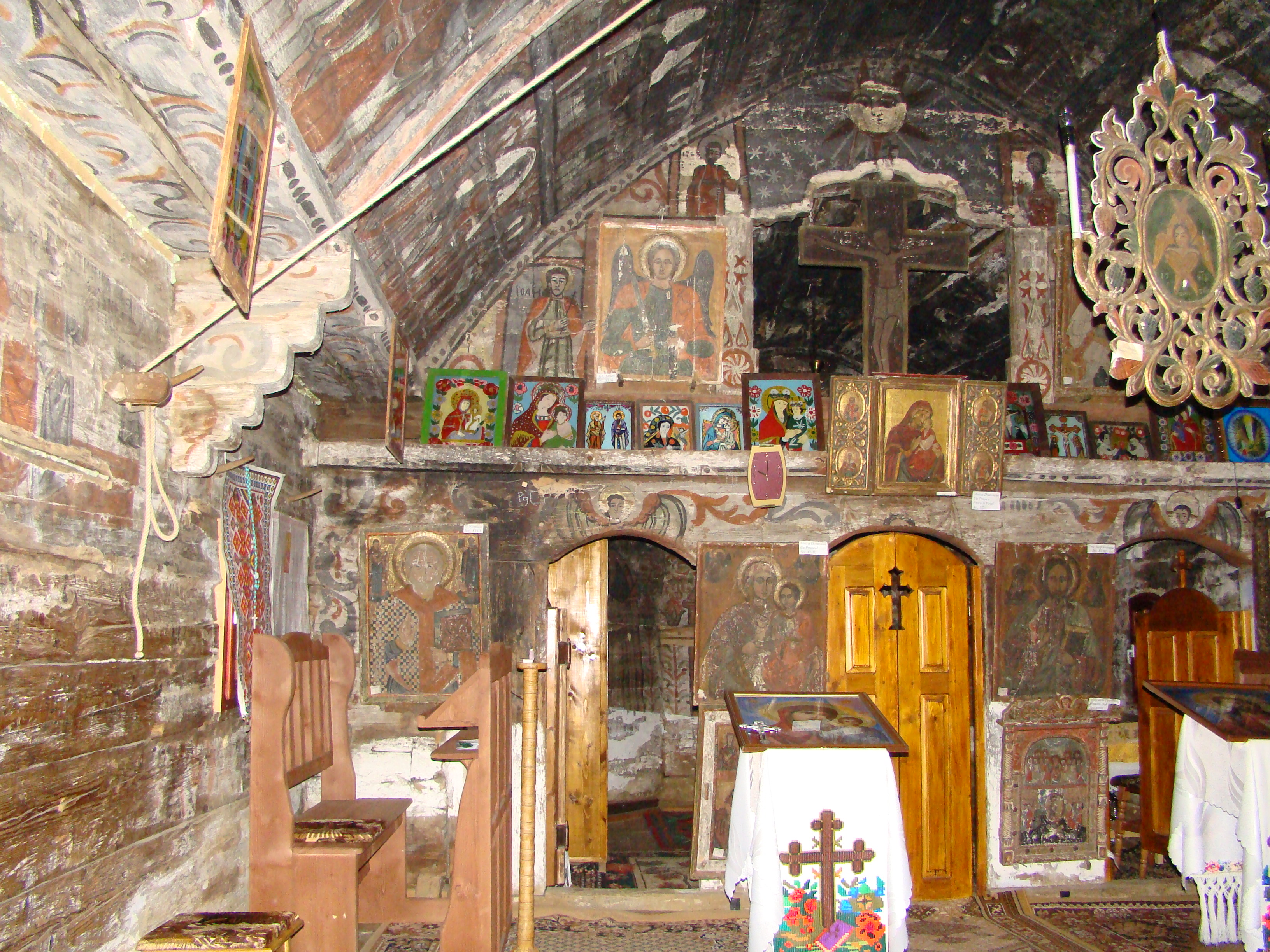
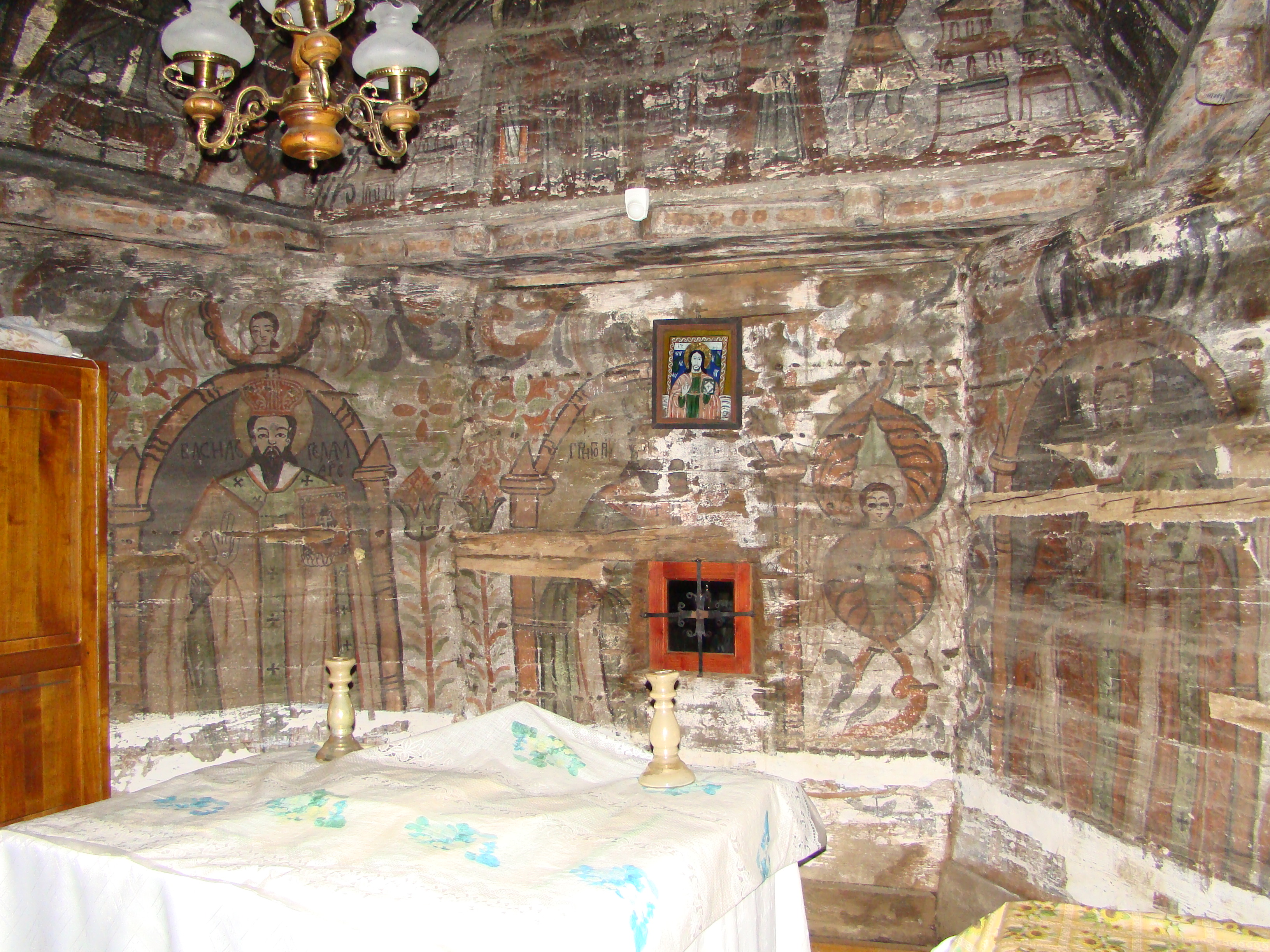
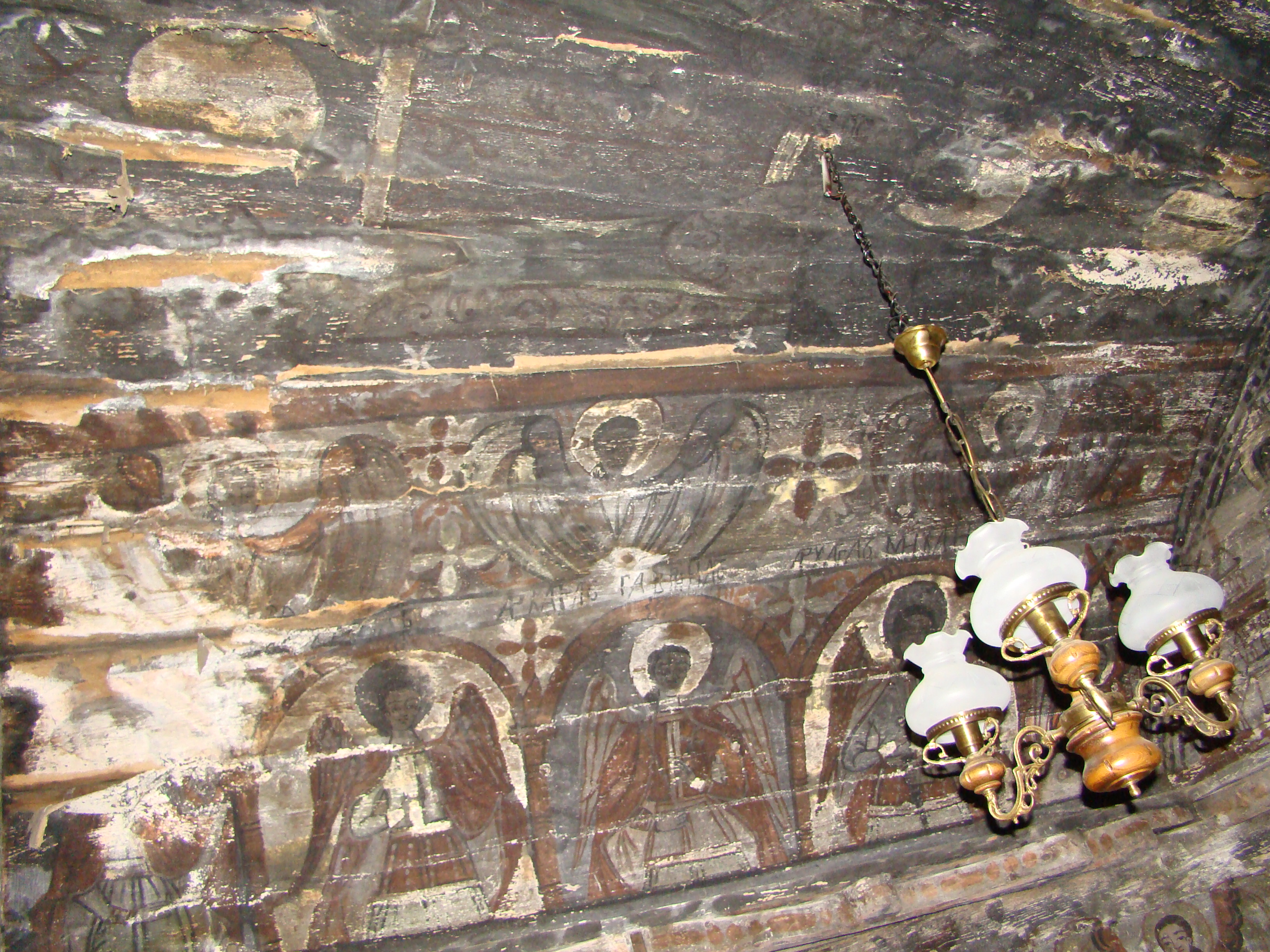
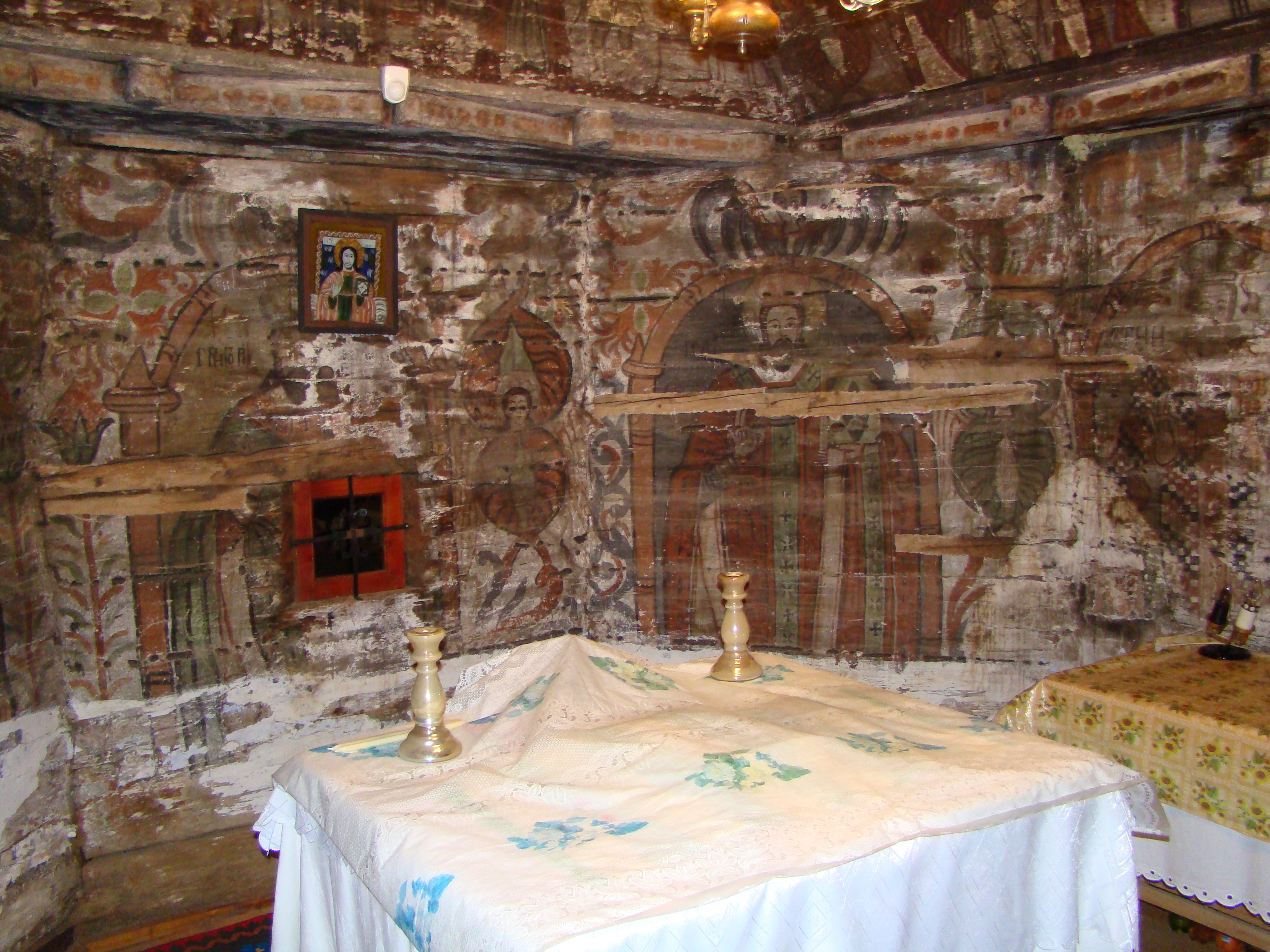
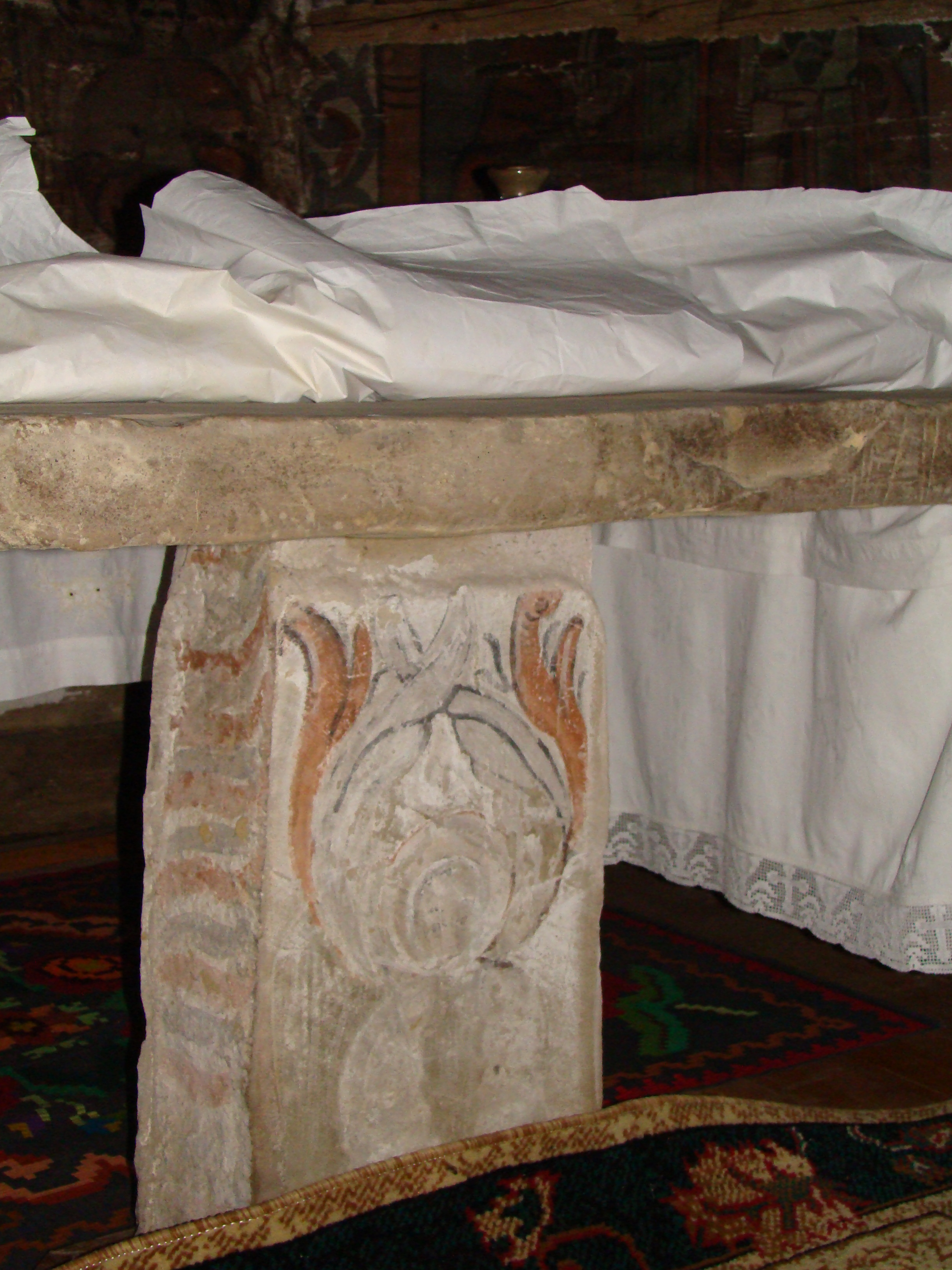
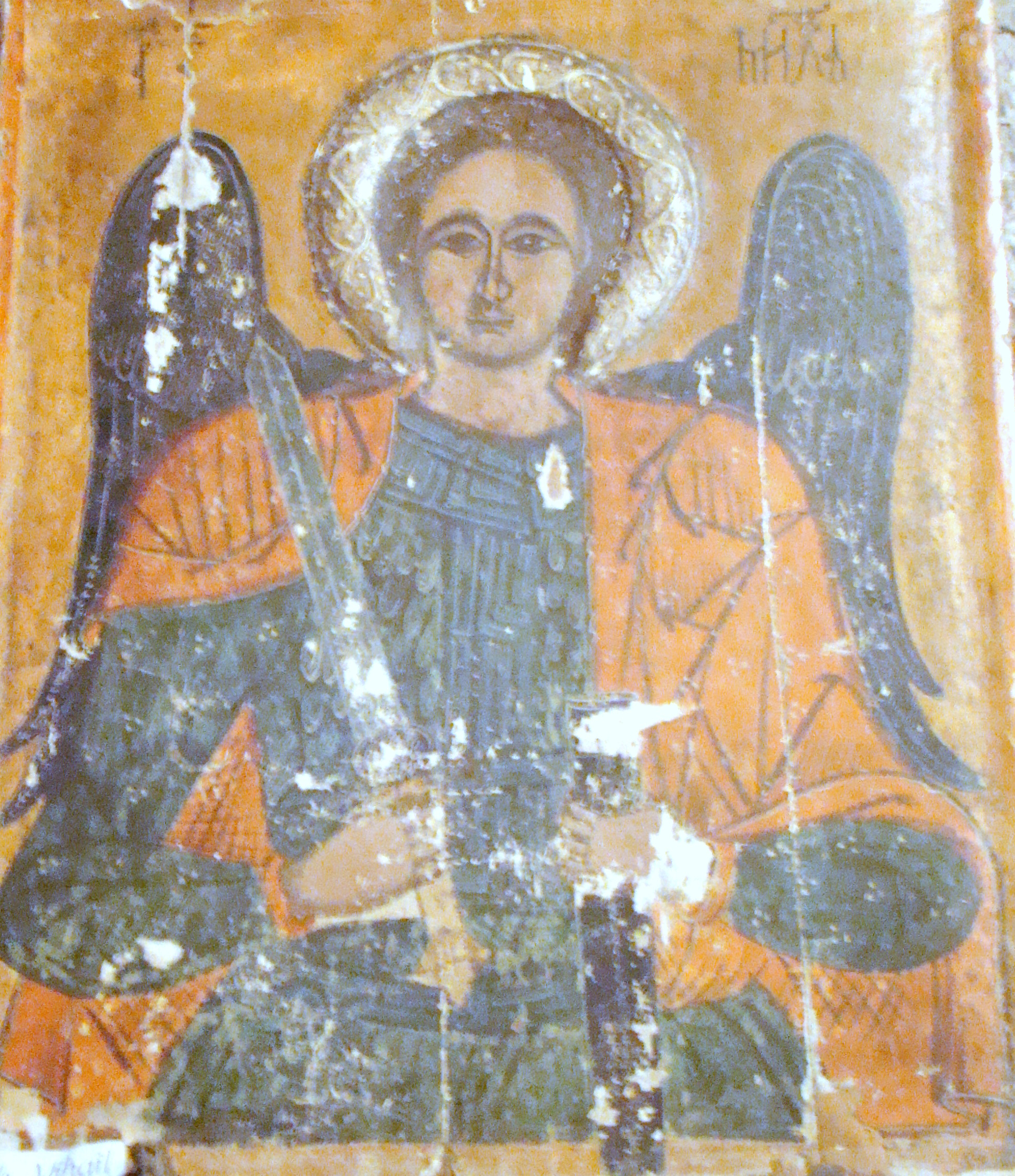
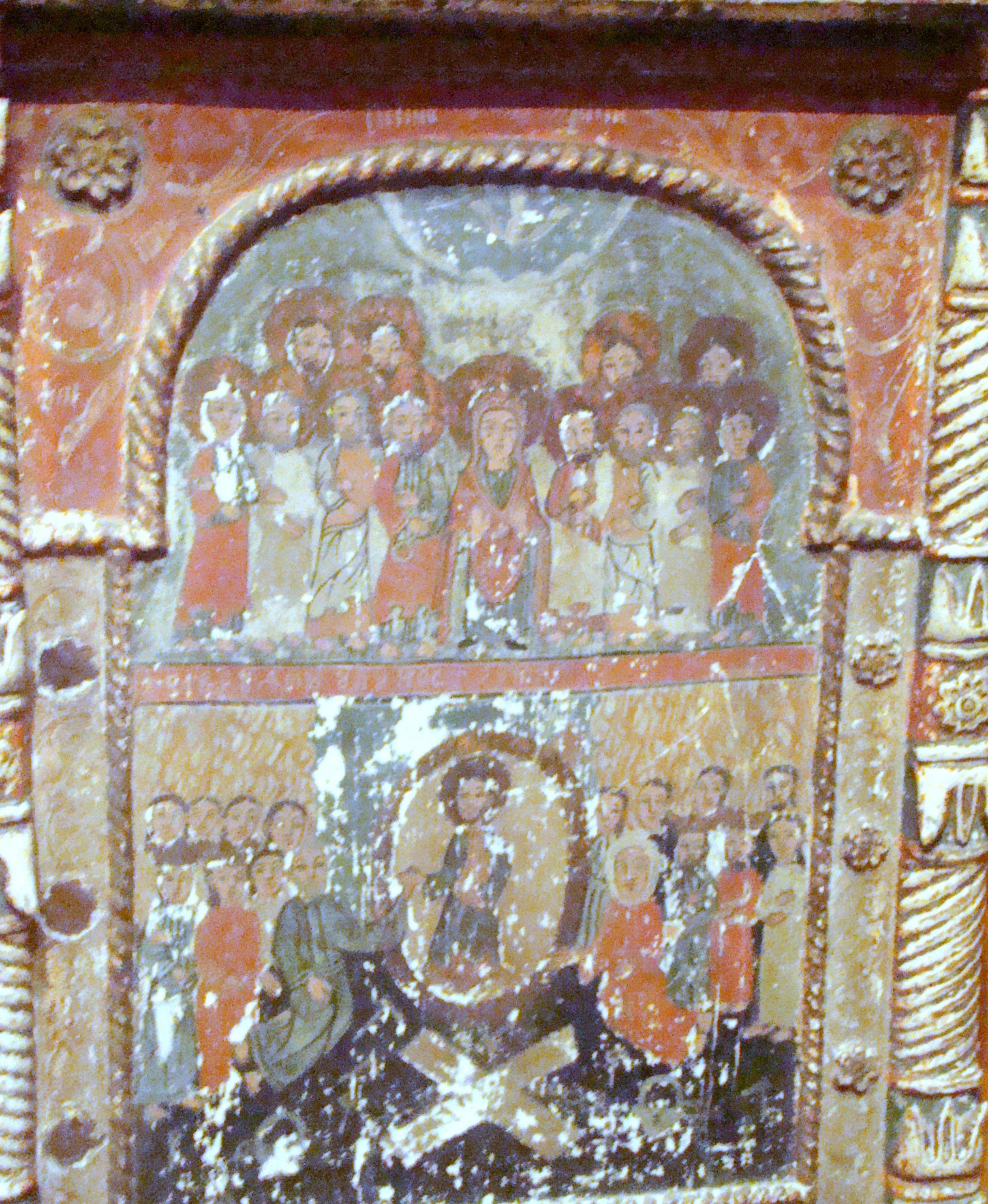
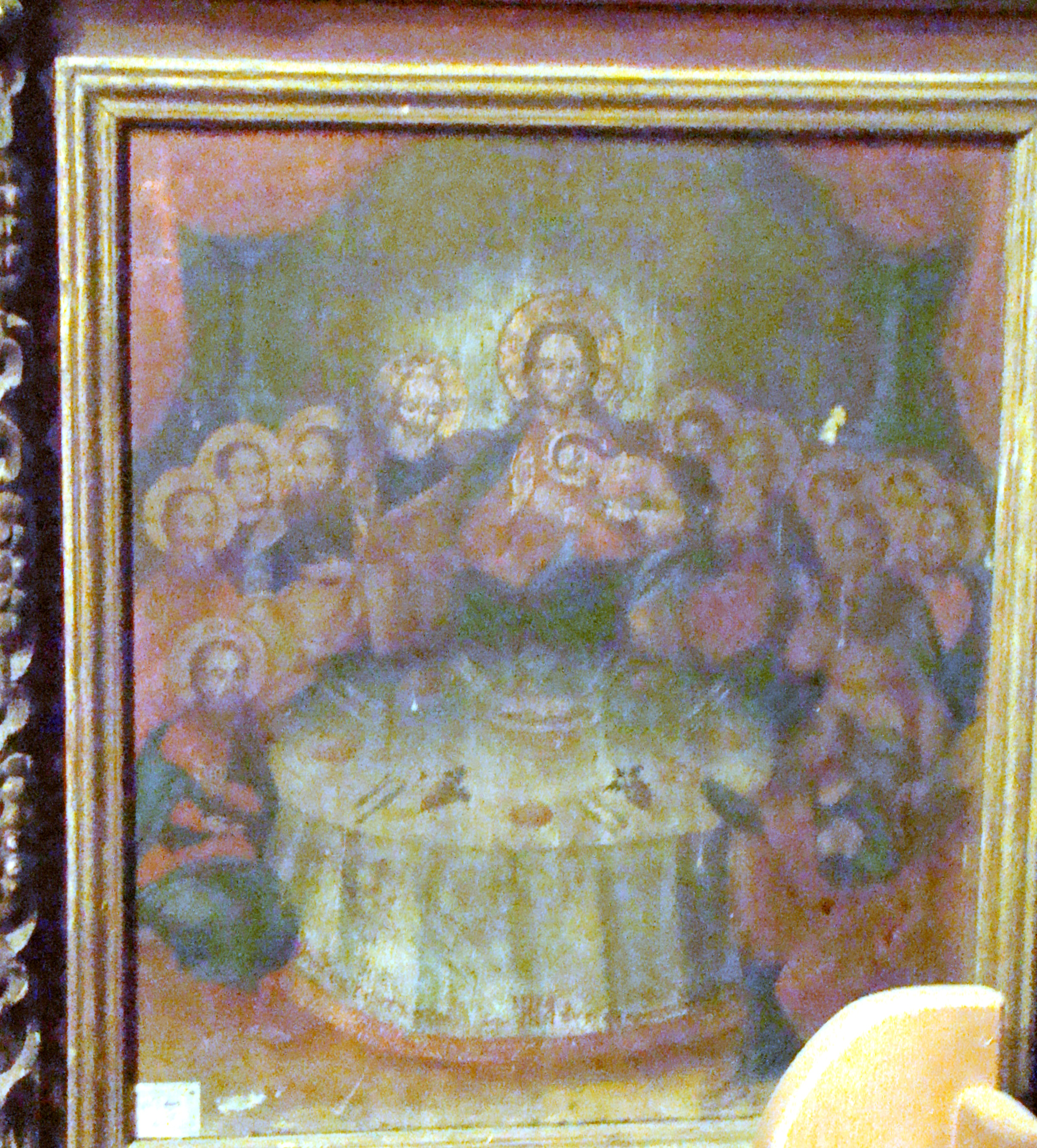
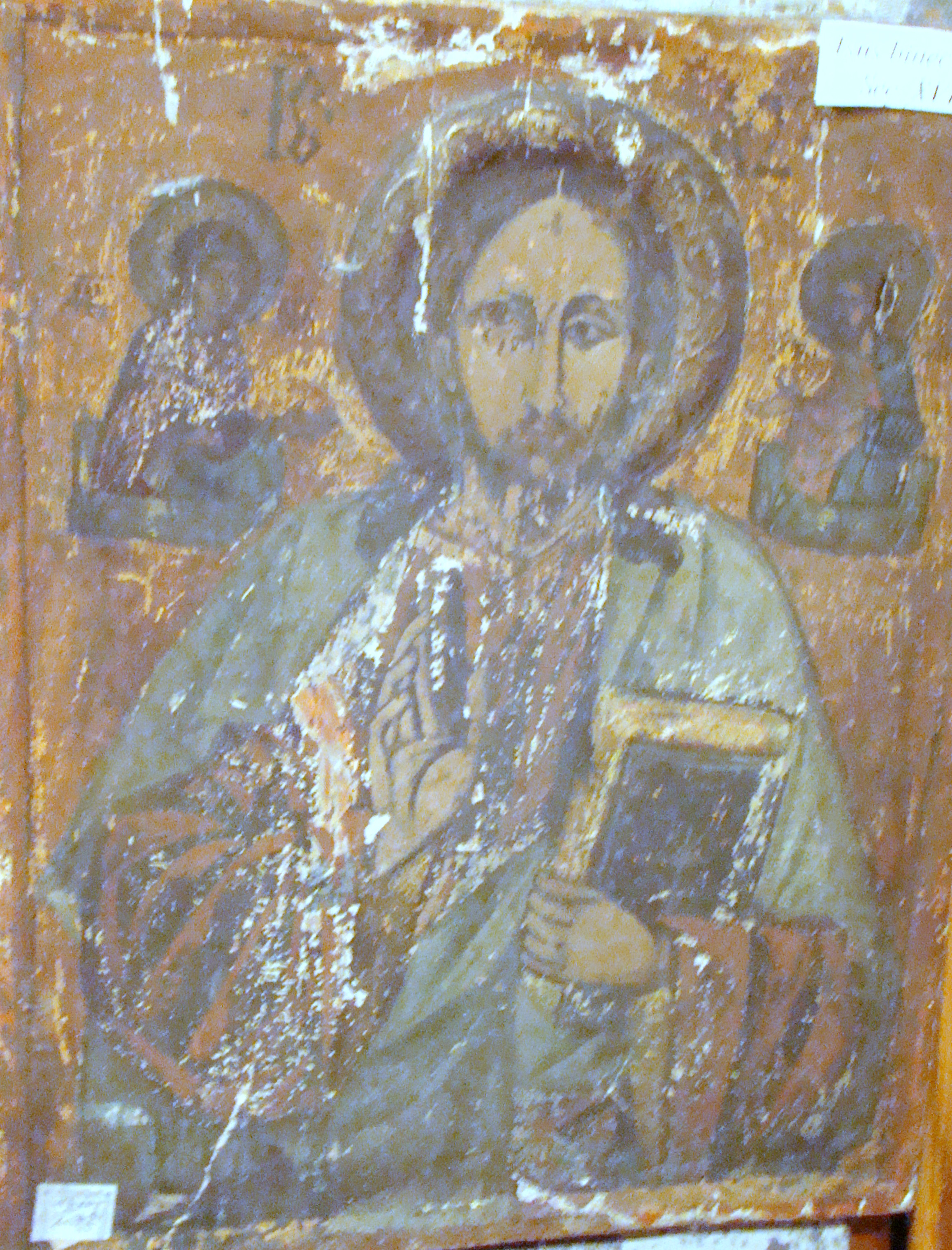
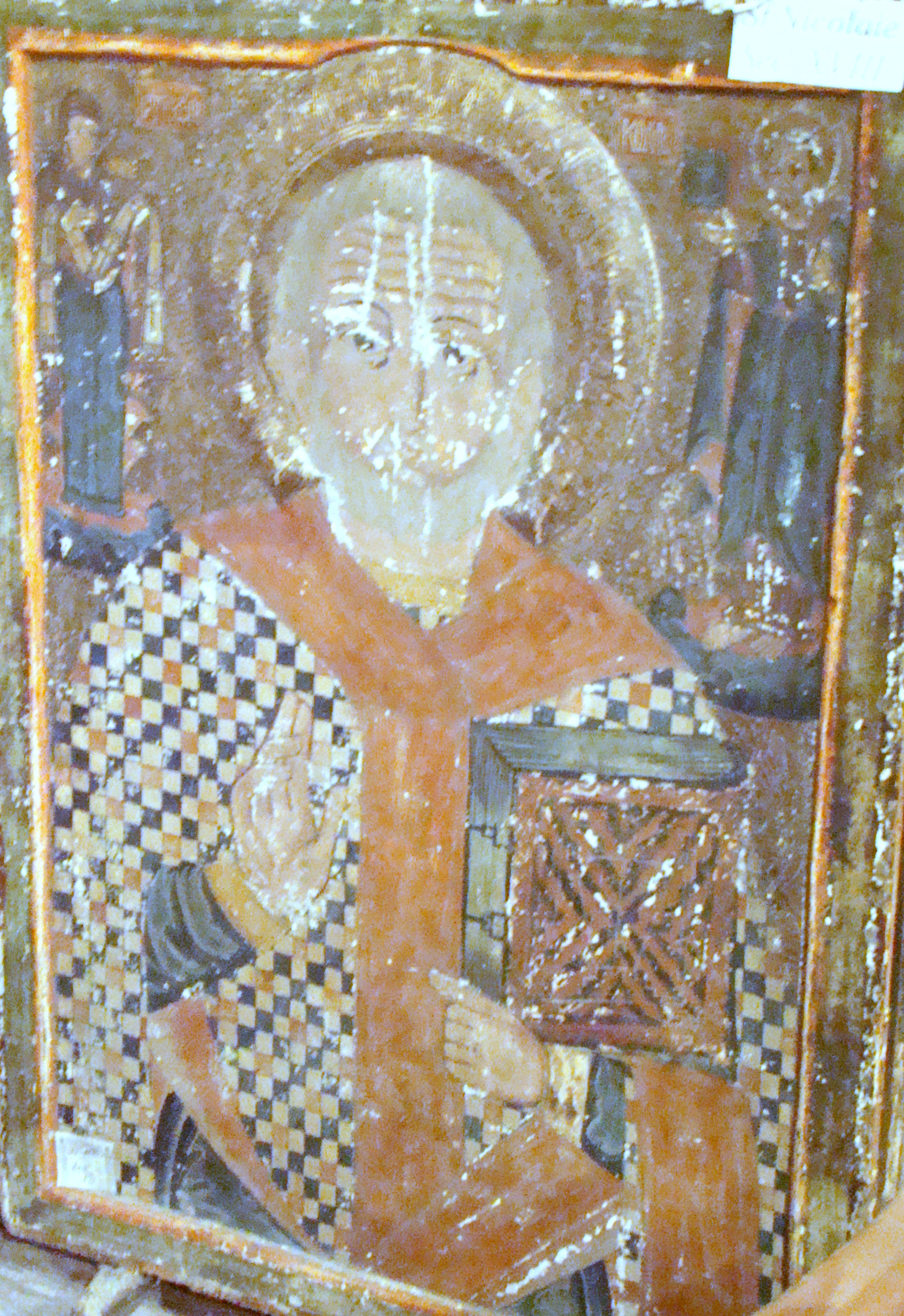

## Imagini din exterior

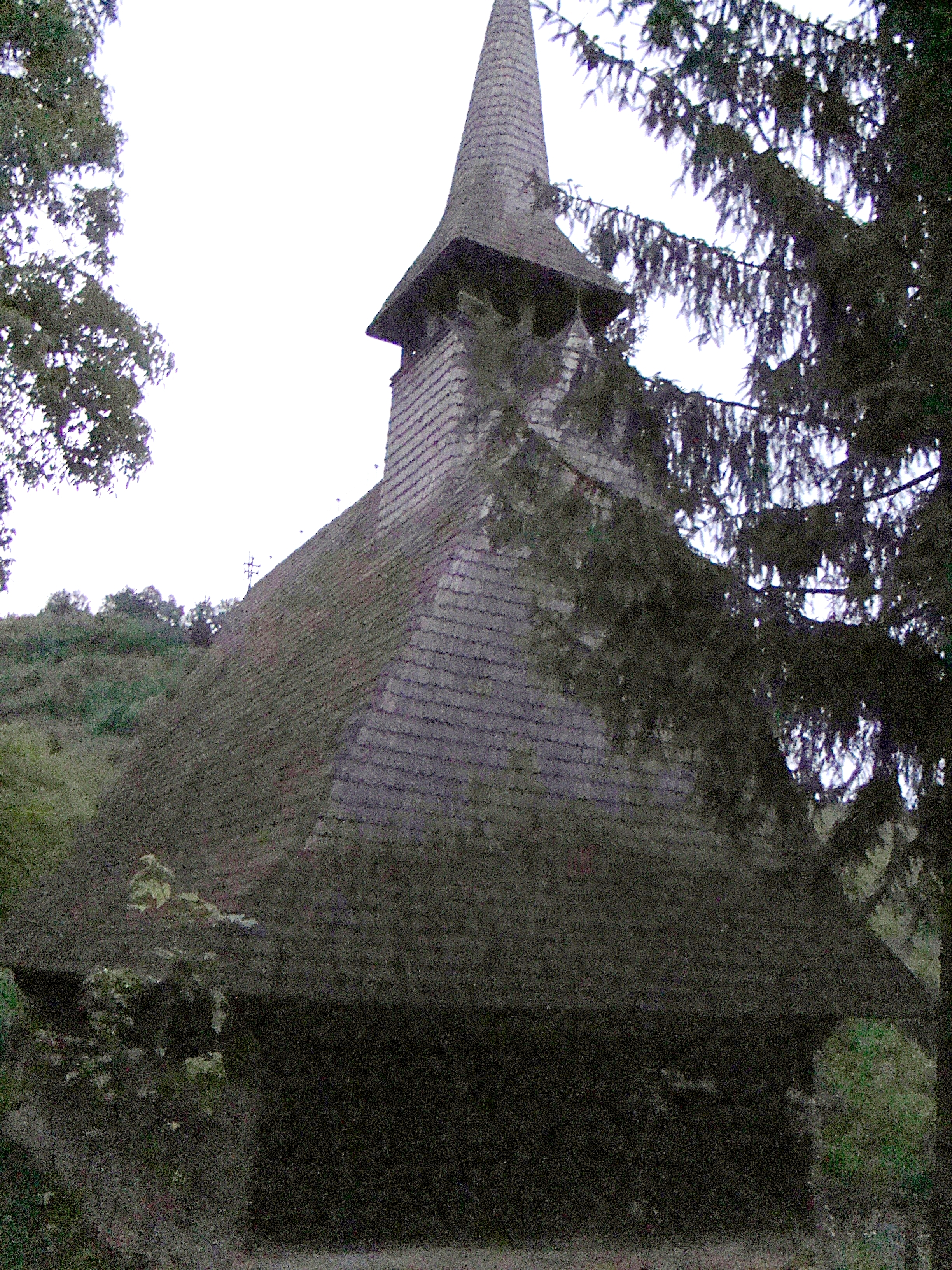
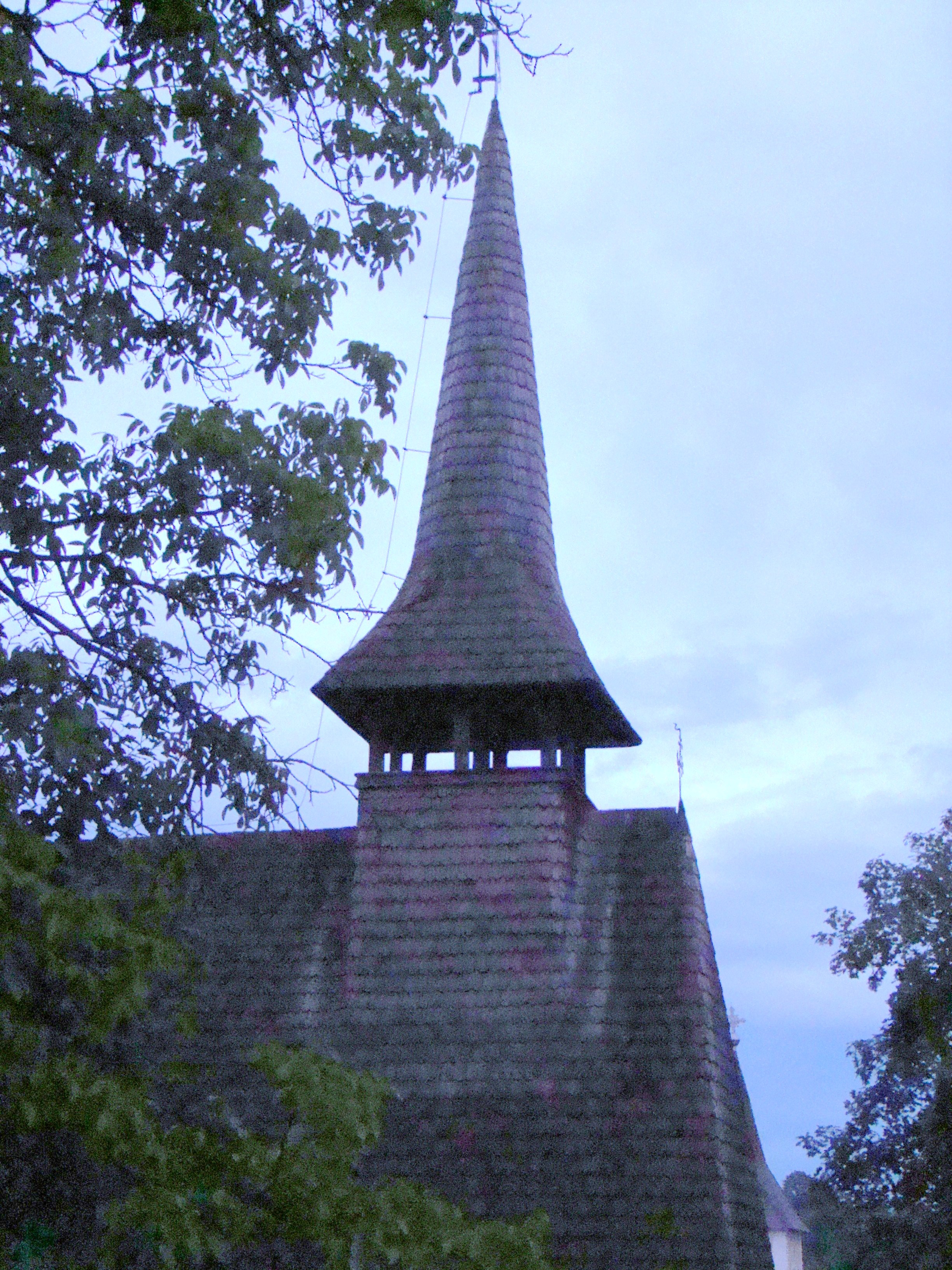
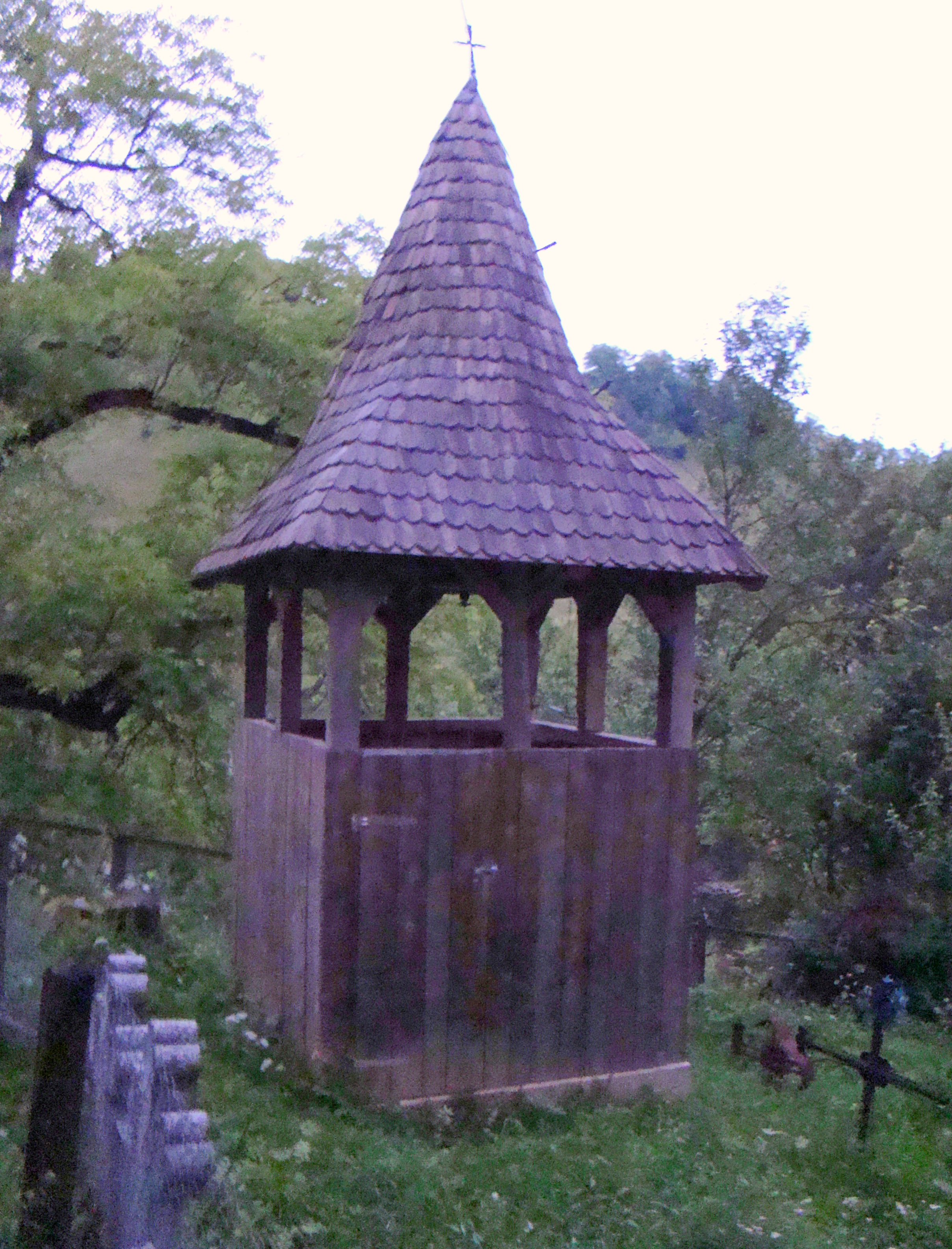
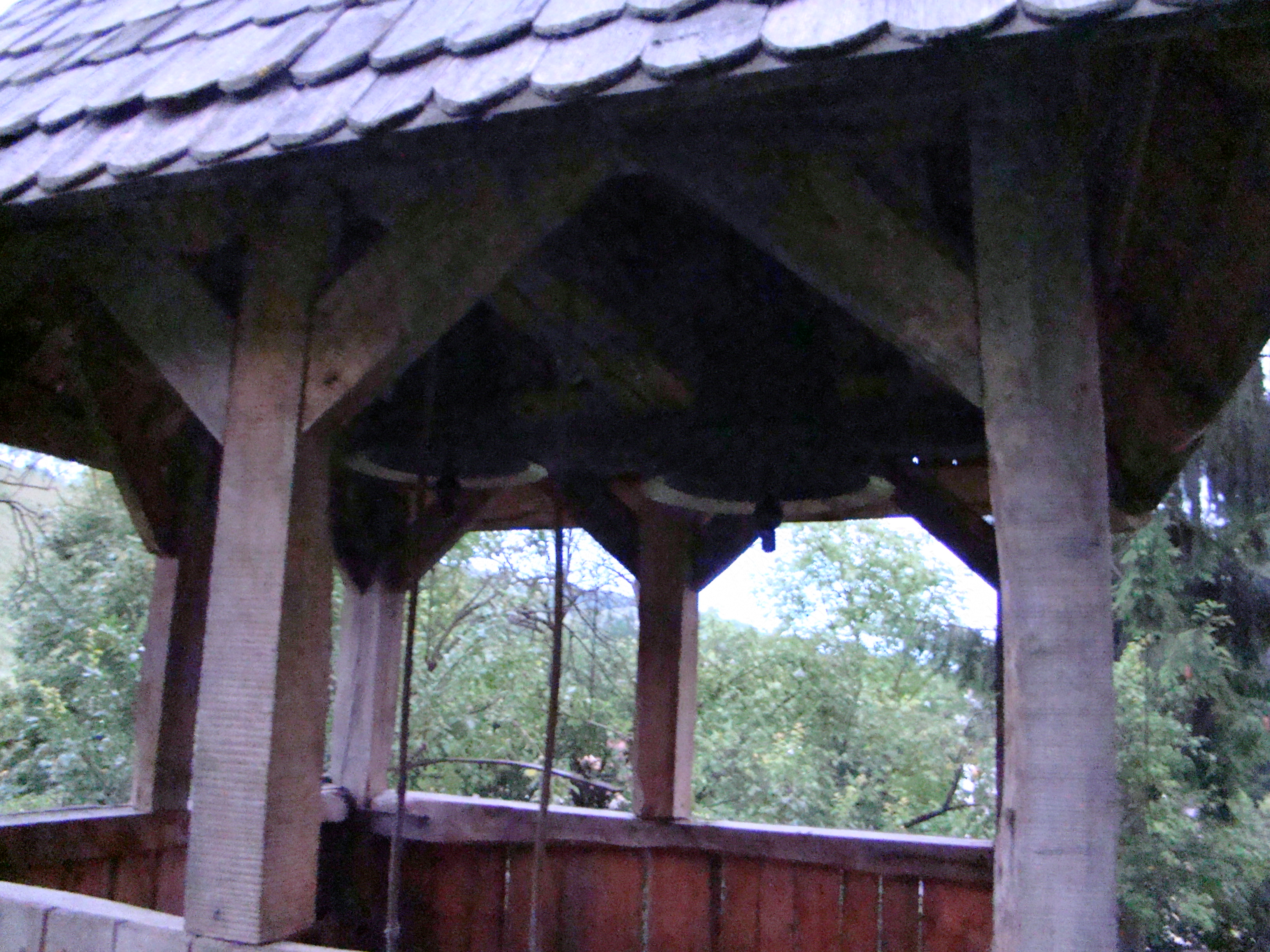
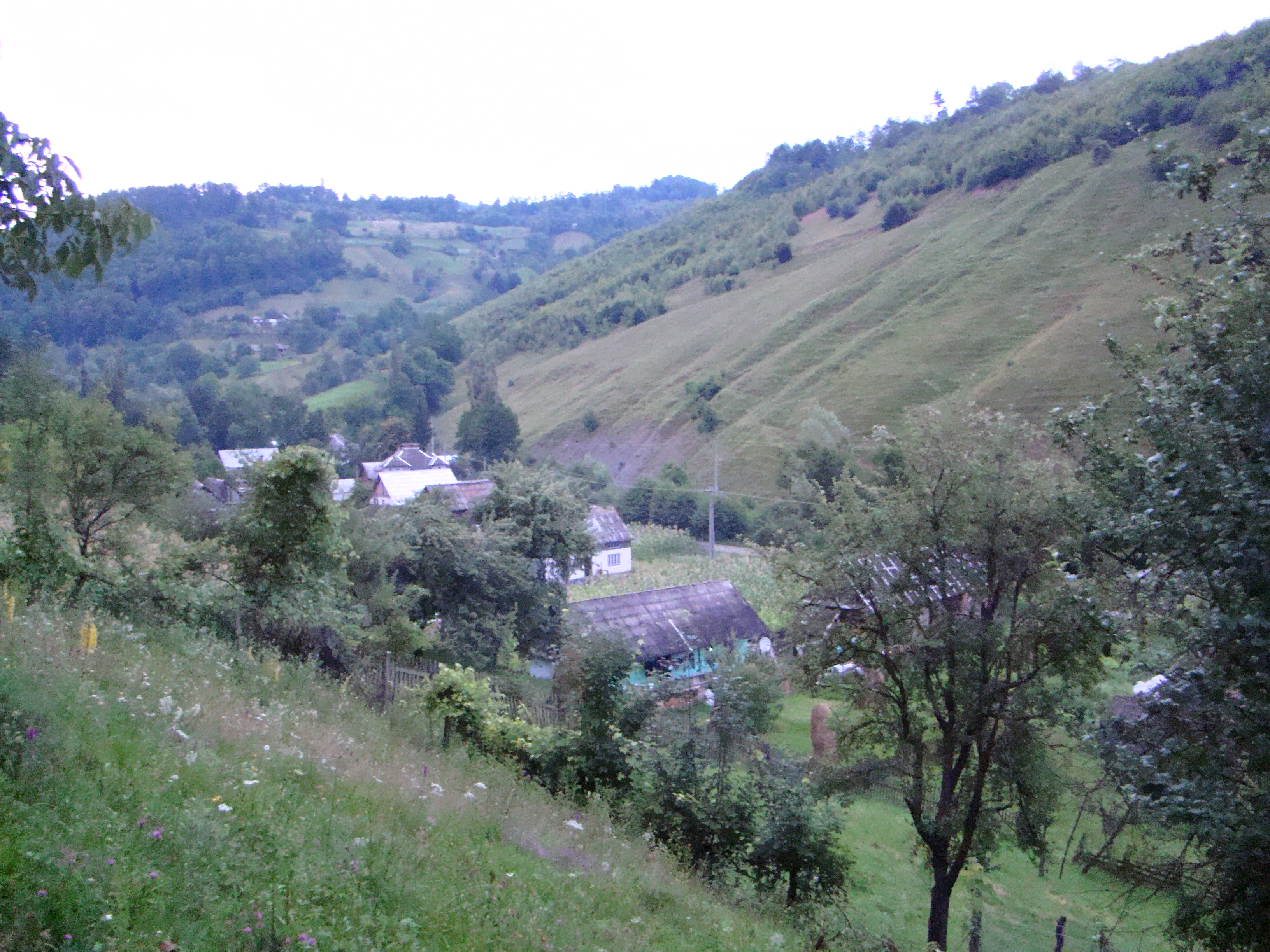
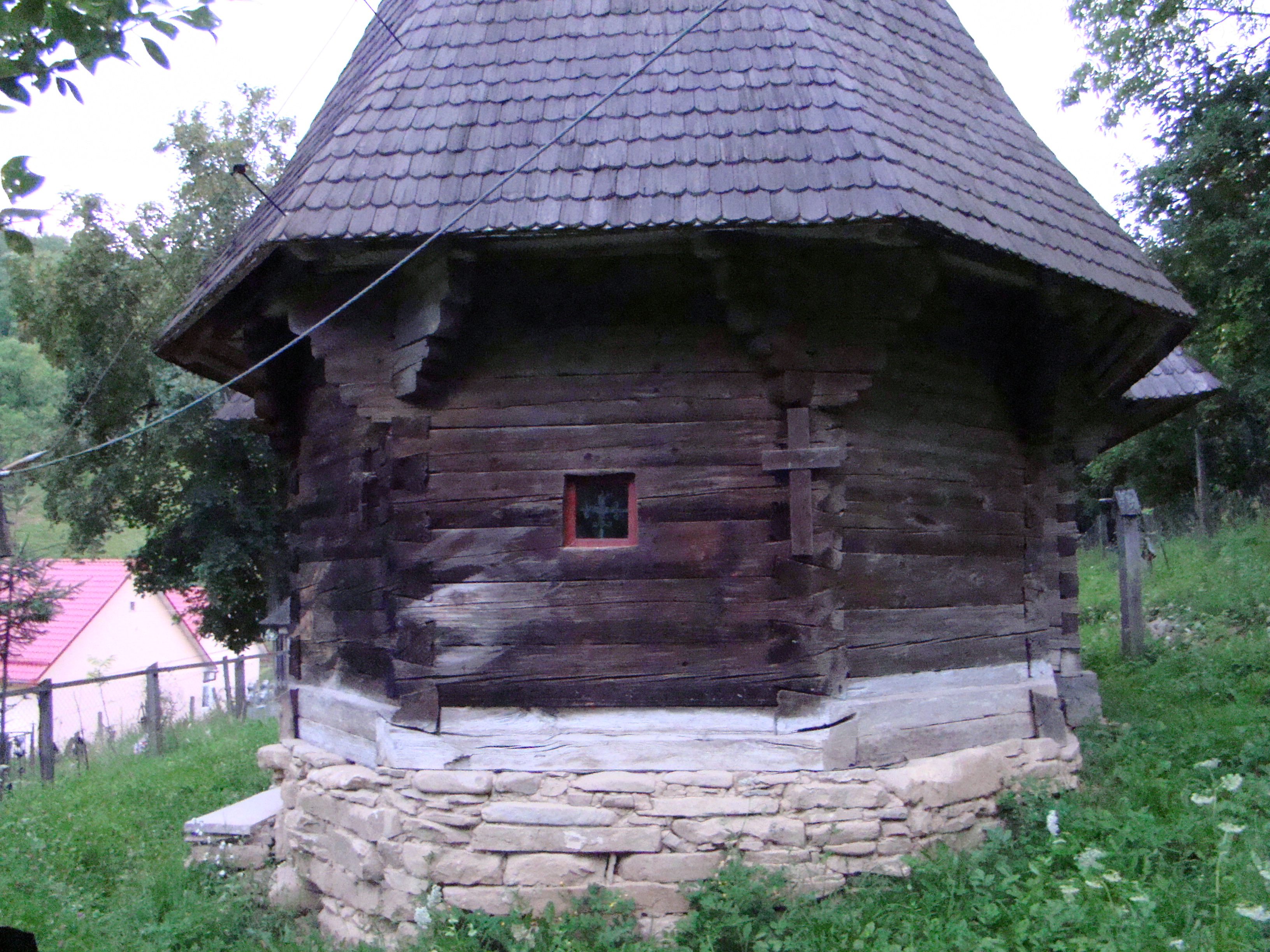
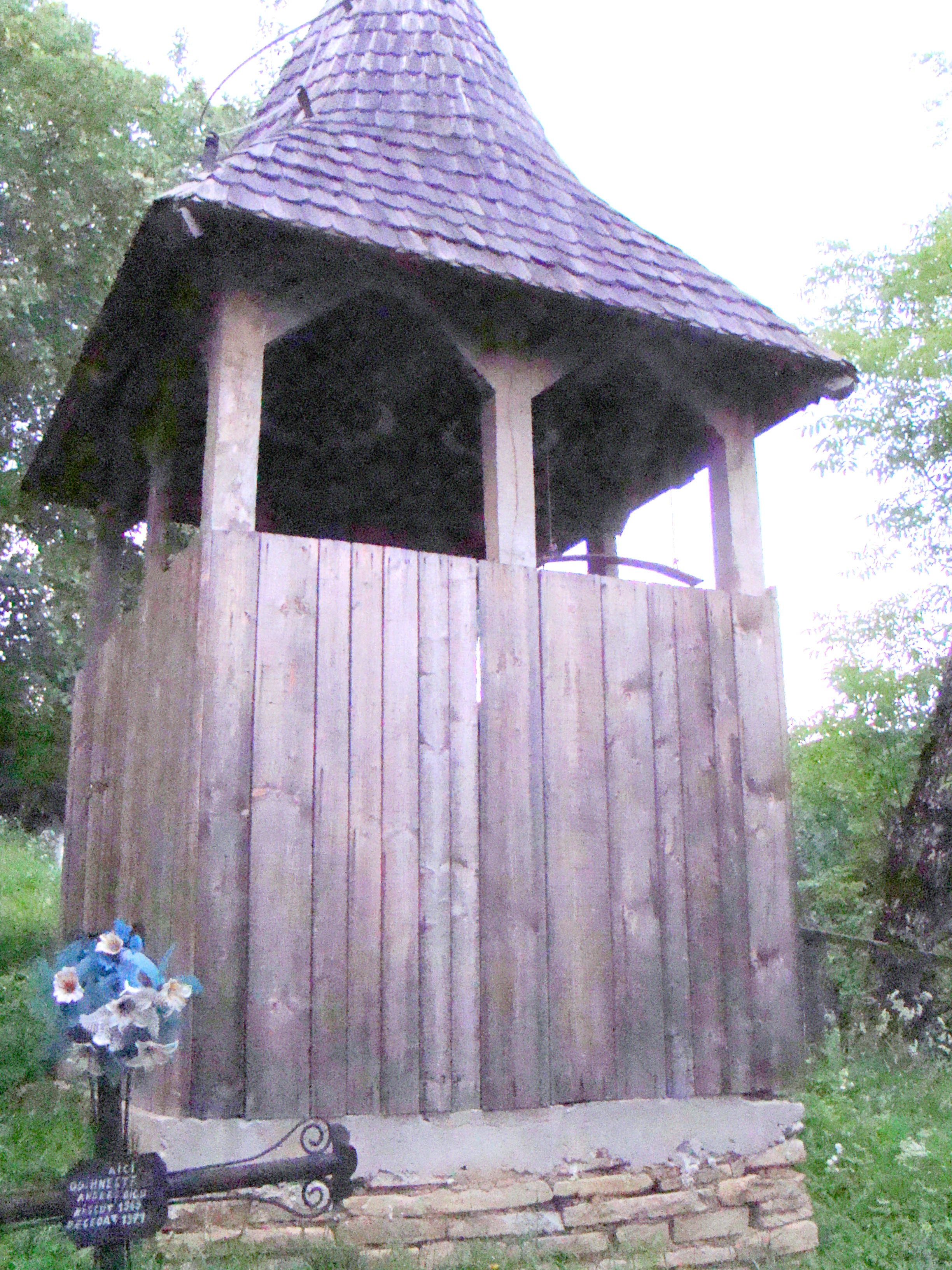
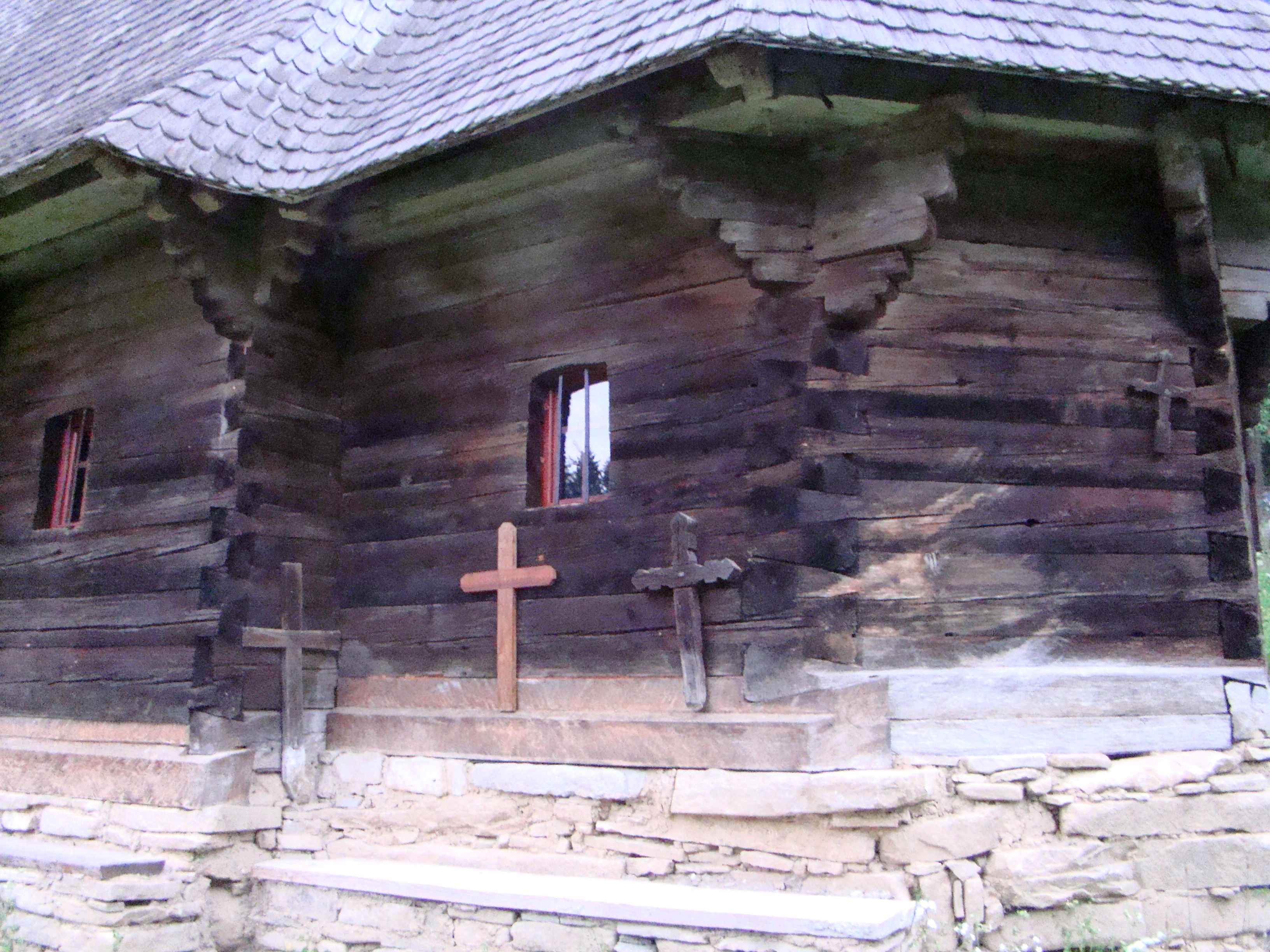
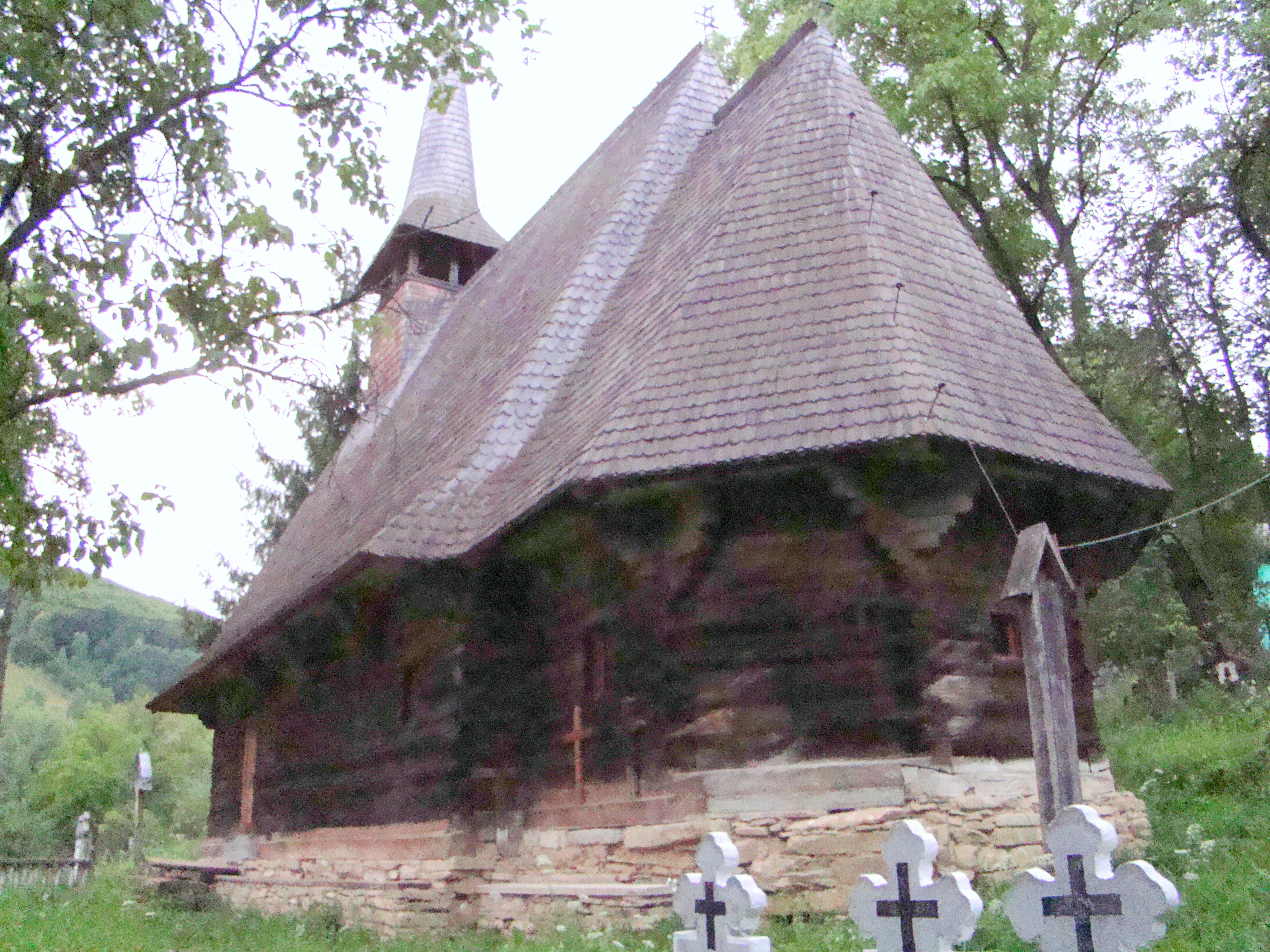
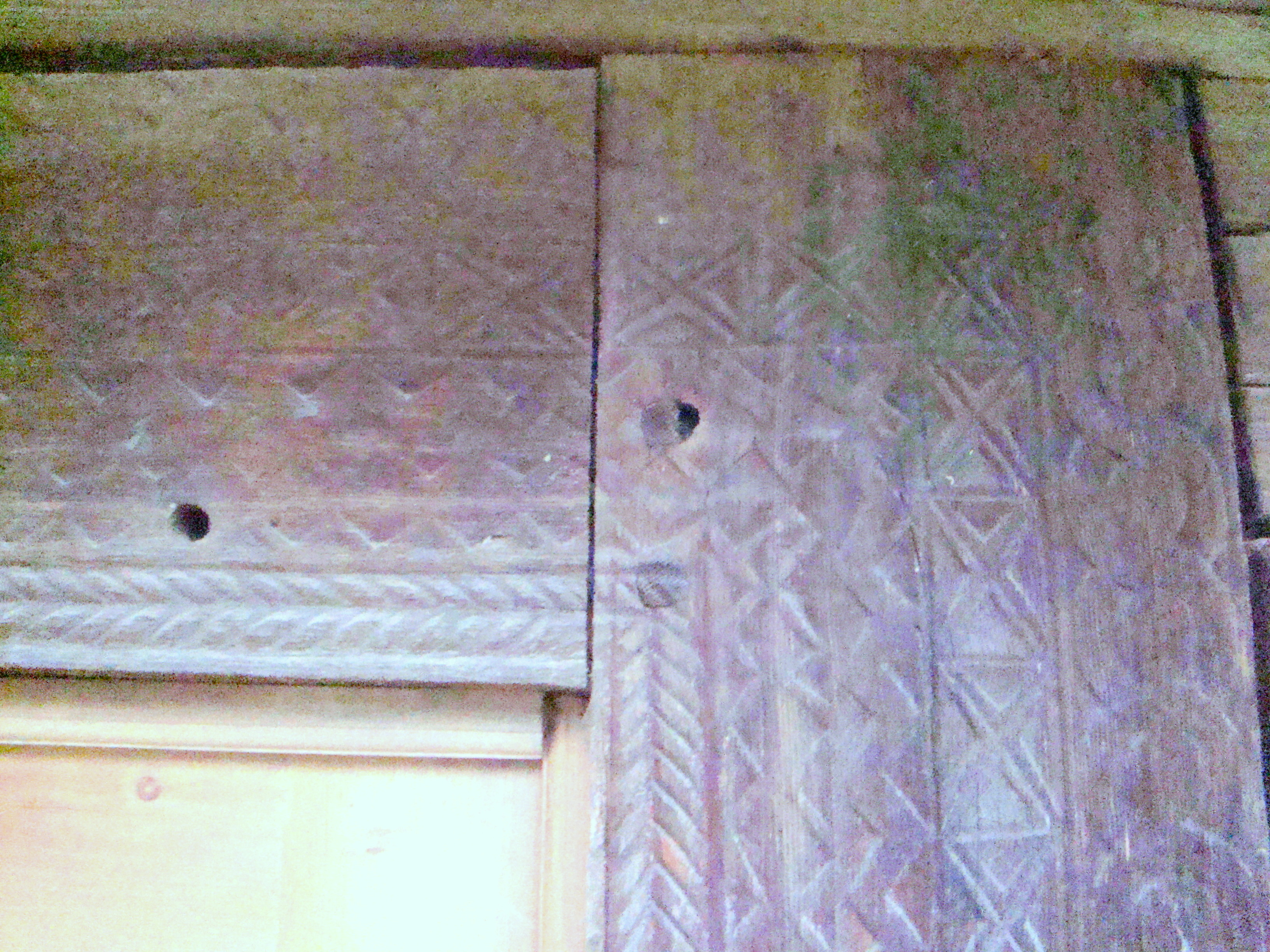
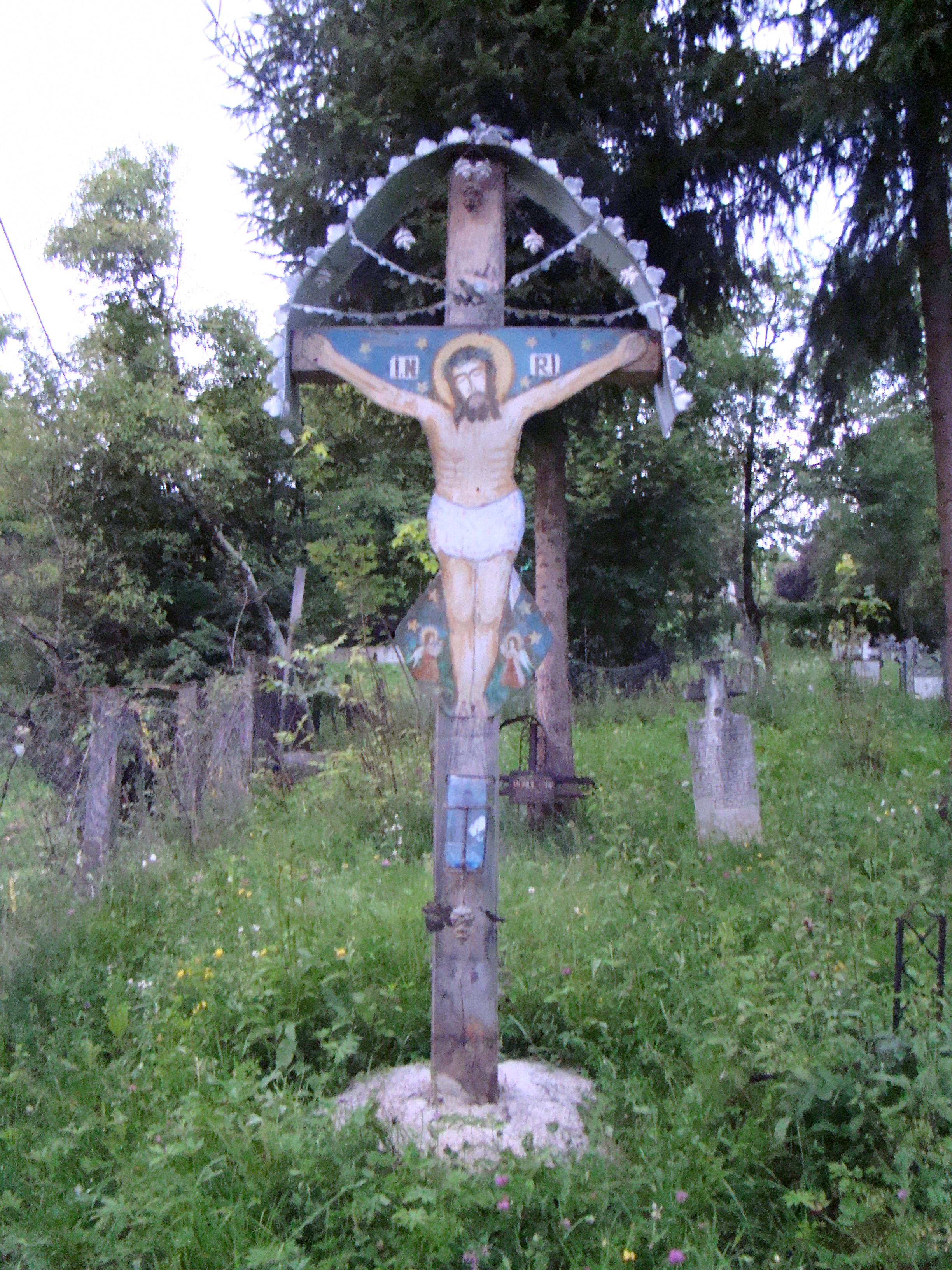